# 銀河英雄傳說角色列表
以下內容，記述著田中芳樹所著作小說《銀河英雄傳說》故事中人物列表。

## 名稱参照
銀河英雄傳說故事舞台是虛構的未來宇宙人類社會，不過時代和國籍差異如小說和動畫也有所不同，而稱呼也有很大差別，例如楊威利（Yang Wenli），又譯「楊文里」。另外動畫版也有新舊版之不同，例如黑天（Krishna[新版]）／克利什那（Kulishuna[初版]），有時候同一人物會有多人配音，因此有不同情況建議注解來源以供參考。
- 動畫
  - [初版]：TV／VHS舊版
  - [新版]：OVA化的新版
  - [DNT]：2018年動畫版《Die Neue These》
- 字體
  - [台]：繁體
  - [中]：簡體
- 遊戲
  - [G]：遊戲翻譯
- 外傳配音員
  - [我]：我的征途是星辰大海
  - [新]：新戰爭的序曲
  - [黃]：黃金之翼
  - [白]：白銀之谷
  - [汚]：汚名
  - [朝]：朝之夢、夜之歌
  - [千]：千億之星、千億之光
  - [螺]：螺旋迷宮
  - [反]：反乱者
  - [決]：決闘者
  - [奪]：奪還者
  - [三]：第三次提亞馬特會戰
- 舞台劇／真人版
  - [真]：真人版銀河英雄傳說，由松竹channel所編

## 銀河帝國
銀河帝國自鲁道夫·冯·高登巴姆创立，前为高登巴姆王朝，歷時490年。帝國曆490年6月20日萊因哈特·馮·羅嚴克拉姆開创新銀河帝國，为羅嚴克拉姆王朝。

### 高登巴姆王朝
自鲁道夫·冯·高登巴姆创立于宇宙曆310年，國祚490年，历38帝。帝國國徽是黑底白色雙頭鷹。首都奧丁在瓦爾哈拉星系。貨幣为帝國馬克。神祇為大神奧丁或帝國皇帝。实行皇帝——军队——门阀贵族三位一体专制制度。最後被萊因哈特·馮·羅嚴克拉姆的羅嚴克拉姆王朝所取代。

#### 皇族
鲁道夫·冯·高登巴姆（Rudolf von Goldenbaum。德文姓氏直译为“黄金树”）
（配音：大塚周夫）
高登巴姆（黄金树）王朝创立者，史称鲁道夫大帝。军人出身，以严酷镇压宇宙海盗而威名远扬，二十八岁时以少将衔退役而转投政界，成为当时极有号召力的“国家革新同盟”的领袖，主张“强有力的政府，强有力的指导者，充满秩序与活力的社会”而受到民众狂热拥戴。通过选举而兼任元首和首相後，接著又自封为终身执政官开始独裁统治。宇宙曆310年，把民主主义的银河联邦改为专制主义的银河帝国並自任為皇帝，改元为帝国历元年。执政初期由于大幅提高行政效率、矫正社会风气和大力打击贪污腐败而受到民众欢迎。但是，帝国历九年颁布臭名昭著的《恶劣遗传因子排除法》，奉行极端的社会达尔文主义，废除各项社会福利，迫害和掃蕩所谓“劣等人群”（主要是穷人、残疾人和精神病人）并且解散议会成立社会秩序维持局，开始对共和主义者和其他持不同政见者进行肅清行動，整个人类进入黑暗的政治恐怖时代。全帝国范围内有四十亿人都為此死于非命，超过一百亿人被划为农奴阶层受到流放和迫害。另一方面，又挑选自己所認定的“优等人群”（全部是白人）授予日尔曼风格姓氏和种种特权，形成庞大的门阀贵族阶级。原本只有四個女兒，晚年時最后一个宠妃瑪德雷娜卻诞下痴呆儿，覺得面子全失的魯道夫事後把誕下痴呆兒的責任歸咎於瑪德雷娜身上，於是下令把瑪德雷娜、瑪德雷娜的父母、出生不久的痴呆兒、負責接生的醫護人員全部處死。这个事实对自信可以一手主导遗传基因的鲁道夫大帝来说是最大的讽刺。最終病逝于帝国历四十二年，享壽83岁。死後由長女卡妲娜莉的兒子吉斯穆特繼承帝位。
佛瑞德李希四世（Kaiser Friedrich IV。或譯腓特烈四世）
（配音：阪脩／稻葉實[DNT]）
高登巴姆（黄金树）王朝第三十六代皇帝，最後一位握有實權的皇帝。本来没有资格也没有雄心继承皇位，但因為在兩個兄弟在權力鬥爭中先后過世而得以繼位。但即位后終日沉溺酒色，是典型的庸碌君王。晚年時期宠愛情人安妮罗洁·缪杰尔（即安妮羅潔·馮·格裡華德），在各種意義上也一步步迅速扶持其弟莱茵哈特·繆傑爾的崛起之路。在位时期已经在某种程度上预感到高登巴姆王朝的灭亡但從未試圖有所作為（因為他深切地明白努力維持一個腐朽的統治，不如引入一股洪流來衝擊已然蒼白麻木的時代。因而選擇放任王朝的最終落幕）。後於帝國領侵攻戰役期間因心臟疾病發作離世，享壽63歲。
艾爾威·約瑟夫二世（Kaiser Erwin Josef II）
（配音：江森浩子）
高登巴姆（黄金树）王朝第三十七代皇帝，佛瑞德李希四世的長孫，故皇太子魯道夫之子，仅七岁就被國務尚書立典拉德公爵和萊因哈特·馮·羅嚴克拉姆侯爵所擁立，其继位引起了门阀贵族组成的利普修达特同盟的反叛。莱茵哈特把持帝国政权後，完全沦为政治傀儡，象徵着高登巴姆王朝实质的灭亡。後來被蘭斯勃伯爵挾持至費沙，在自由行星同盟境內被失势贵族拥立成立流亡政權。自由行星同盟滅亡後下落不明。表面看来完全只是一个极度任性和爱发脾气的小孩子而已。
在羅嚴塔爾元帥叛亂事件接近尾聲的新帝國曆2年十一月時，有一名可疑男子在海尼森的邊境城市被憲兵逮捕，而他身邊有一具男童的屍體。這男子就是被新帝國重要通緝犯名單中的藍斯勃伯爵阿爾佛烈，而這具男童屍體就是艾爾威·約瑟夫二世，艾爾威·約瑟夫二世在伯爵的手記中記載：“去年三月時因厭食症導致衰竭而死。”而藍斯勃伯爵就帶著他的遺體到處逃亡，結果因爲遺體沒有人認領，所以就葬在公共墓園中。然而藍斯勃伯爵的手記內容最終卻被雷歐波特·休馬哈上校證實純屬伯爵的幻想，真相是艾爾威·約瑟夫二世在海尼森陷落後的動亂中走失，從此精神失常的伯爵从尸體收容所盗取了一个同龄男孩的尸體把他当做是皇帝的。关于幼帝之死的记录文章其实都是他捏造出来的，但是内容极详细写实，甚至让帝國的治安人员都信以为真，或许那是藍斯勃伯爵阿爾佛烈一生中最极致的创作。後來在帝國政府的正式记录中记述着“皇帝艾爾威·約瑟夫二世不知所终”。
凯瑟琳（Kasarin Katchen I）
高登巴姆（黄金树）王朝第三十八代皇帝，名义上的末代皇帝。前兩代皇帝鲁道威希三世第三皇女的孙女。由于七歲的艾爾威·約瑟夫二世被劫持到同盟，萊因哈特·馮·羅嚴克拉姆宣布其帝位被废除，并拥立出生仅八个月的凱薩琳为皇位继承人，父亲是贝克尼兹子爵，只对收集象牙艺术品有兴趣。其在位期间完全是摆设和傀儡，一年多以后，结束了“诸神的黄昏”大作战的萊因哈特·馮·羅嚴克拉姆称帝，贝克尼兹公爵作为监护人在退位诏书上签字，宣布了高登巴姆王朝最终灭亡。

#### 保皇派
克勞斯·馮·立典拉德（Klaus von Lichtenlade。德文姓氏直译为 “光之柜”）
（配音：宮內幸平／糸博[千]／岡和男[DNT]／中村哲人[真]）
佛瑞德李希四世時期为侯爵，历任内務・宮内・財務尚書，后长期出任国務尚書。有政務輔佐官瓦伊茲（配音：關口英司[DNT]）為其心腹。
忠于皇室，喜弄權術，得到佛瑞德李希四世的信任而能够左右朝政。佛瑞德李希四世死後升任已經數百年沒人擔任過的帝國宰相，达到了权力的顶峰。為保住相位他和一向沒有好感的萊因哈特·馮·羅嚴克拉姆侯爵联手，拥立了艾尔威·約瑟夫二世为帝，晋升公爵。利普修达特同盟军戰敗後不久，保罗·冯·奥贝斯坦借布朗胥百克公爵副官安森巴哈刺杀萊因哈特事件未遂的契机，将其指为幕后的主使者，使其受到整肃，本人和全族十岁以上的男人被处死。族人當中倖存的姪女之女爱尔芙莉德·冯·克劳希，后来成为奥斯卡·冯·罗严塔尔的情妇并生下一子。
凱爾拉赫（Gerlach）
（配音：八奈見乘兒）
伯爵。佛瑞德李希四世時期（子爵）財務尚書，曾查抄卡斯特羅普公爵生前中飽私囊的公款，引发卡斯特羅普叛乱。依附克勞斯·馮·立典拉德公爵，曾建议其利用萊因哈特·馮·羅嚴克拉姆的军事力量维护政治地位。在佛瑞德李希四世死後當上帝国副宰相。

##### 帝國軍三長官
艾倫博克（Ehrenberg。德文名直译为 “荣誉之山”）
（配音：佐藤正治／中庸助[DNT]）
衔至元帅。在高登巴姆王朝服役半世紀（50年），利普休達特戰役前被強制退役。
斯坦赫夫（Steinhoff）
（配音：勝田久／大友龍三郎[DNT]）
衔至元帅。高登巴姆王朝国内軍総司令官，利普休達特戰役前夜被拘禁解職。
葛利格·馮·米克貝爾加（Gregor von Muckenberger。或譯謬肯貝爾加）
（配音：柴田秀勝／澤木郁也（DNT））
衔至元帅，一位杰出的军事统帅。
指挥过影响巨大的凡佛利特星域會戰、第六次伊謝爾倫要塞攻略戰、第三次和第四次迪亞馬特會戰。他是少數認同萊因哈特·馮·羅嚴克拉姆實力的貴族之一，基本上见证了其崛起过程，亦受到莱茵哈特及其麾下将领的高度尊敬。在佛瑞德李希四世駕崩後卸甲歸田，是少數沒被整肅的高登巴姆朝高級官員。
出身显赫的军人贵族世家。其父威廉·冯·米克贝尔加中将战死于与同盟的730年党众名将对阵的第二次迪亚马特会战。其叔祖父凯特林格元帅出任过军务尚书，死在任上，两个儿子都死于和布鲁斯·阿修比对阵的战场上，因此直到临终都念念不忘要击败布鲁斯·阿修比。
★ 總旗艦：威廉明娜（Wilhelmina）（米克貝爾加母親的名字）

##### 司令/提督
〖幕僚總長〗
- 克拉傑(クラーゼン，配音：無)，衔至元帅。
佛瑞德李希四世的私人幕僚，地位不下於三長官階級。動畫版第4話萊因哈特·馮·羅嚴克拉姆晉升元帥大典會出現。利普休達特戰役時引退。
- 托瑪·馮·史托克豪森/修特豪簡（Thoma von Stockhausen 德文名直译为“握有权杖”，配音：永井一郎／津田英三[DNT]），衔至大將。
在第七次伊謝爾倫攻防戰中被同盟第13艦隊的薔薇騎士團所俘虜。
- 漢斯·底特律·馮·傑克特（Hans Dietrich von Seeckt，配音：飯塚昭三／北澤洋[DNT]）大將。
与伊谢尔伦的另一长官托瑪·馮·史托克豪森素来不和,两人常有口舌之争或冷嘲热讽。在第七次伊謝爾倫攻防戰中，中了杨威利调虎离山之计而离开要塞，之后又不够果断，错过了回援的时机，最后鲁莽决定強行登陸伊謝爾倫要塞，旗艦遭雷神之錘直擊而陣亡。

■ 旗艦：帝國戰艦
- 佛格（フォーゲル，配音：松尾貴司[新]／藤原貴弘[DNT]），衔至中將。

● 旗艦：巴茲曼(Batsman)蓝色標準型戰艦
- 艾爾拉赫／葉爾拉（Erlache，配音：佐藤正治／屋良有作[新]），衔至少將。在亚斯提会战中不听莱茵哈特的命令，强行命令旗舰掉头而被同盟军击中，是故事中第一個戰死的帝國方提督。

● 旗艦：海登海姆／海登罕(Heidenheim)標準型戰艦

#### 貴族派/利普休達特聯合軍
——帝國曆487年9月皇帝佛瑞德李希四世駕崩。
國務尚書里希典拉德擁立新帝繼續把持朝政，引起部份帝國貴族不滿，
於利普休達特森林秘密締結盟約，貴族的軍事組織稱為利普休達特聯合軍。
帝國曆488年4月6日帝國最高司令萊因哈特·馮·羅嚴克拉姆元帥，
展開對貴族軍的征討，同年9月禿鷹要塞陷落，宣告利普休達特聯合軍的敗亡。

##### 門閥貴族
【盟主】
- 奧圖·馮·布朗史維克/奧圖·馮·布朗胥百克(Otto von Braunschweig，配音：小林修／齊藤次郎[DNT]／川上和之[真]） 公爵。
帝国门阀贵族的代表人物，皇帝佛瑞德里希四世之婿。在佛瑞德里希四世驾崩后不满莱因哈特和宰相立典拉德拥立的新皇，因而联合其他众多的门阀贵族组成了利普休达特同盟，挑起了帝国史上最大的内战。但是其为人自負、目空一切、不聽忠言，缺乏军事才能，而且不能信任部下的忠心，内战失败的前夕丧心病狂地使用核武器屠杀威斯塔朗特行星上奋起反抗其统治的平民，这就是“威斯塔朗特事件”。最后众叛亲离，困守在孤立的秃鹰之城，被副官安森巴哈灌飲毒酒而死。在外傳中被其他門閥貴族流傳說為了讓自己的女兒伊莉莎白繼承帝位而謀殺了佛瑞德李希四世的其他子女，包括已成年后的皇太子魯道夫和培尼明迪侯爵夫人蘇珊娜剛出生不久的男嬰。

★ 總旗艦：柏林(Berlin)
【副盟主】
- 威廉·馮·立典亥姆 (Wilhelm von Littenheim，配音：寺島幹夫／坂部文昭[決]／花輪英司[DNT]）侯爵。
帝国第二号门阀贵族，皇帝佛瑞德里希四世之婿。輕敵無謀，先在基沃沙星會戰敗於齊格飛·吉爾菲艾斯，更為逃走而攻擊已方補給部隊，使利普休达特联合军的人心离散，最后被在弋米要塞（Dei_Festung"Garmisch"）內被叛變的士兵殺死。在外傳中被其他門閥貴族流傳說為了讓自己的女兒莎比娜繼承帝位而謀殺了佛瑞德李希四世的其他子女

★ 總旗艦：奧斯托馬克／東馬克（德語:Ostmark，東部邊境伯爵稱號）

〖貴族子弟〗
- 佛萊格／菲列格爾 (Fregel，配音：二又一成／古谷徹[DNT]) 男爵。衔至中將。
貴族中狂熱分子，布朗史維克公爵的子侄辈親族。曾任前宇宙舰队司令长官謬肯貝爾加的副官。策划了绑架莱茵哈特之姊安妮罗杰事件，随后又参加了利普修达特同盟，参加了帝国内战，但是缺乏军事才能，一味追求贵族的荣誉感和华丽美学，指挥作战毫无理性可言。利普修达特貴族軍戰敗前夕欲殺勸其逃離戰場的副官舒馬赫時, 反被其他部下槍殺。

◆ 旗艦：威廉明娜（Wilhelmina）標準型戰艦
- 希德斯哈姆 (Hildesheim ，配音：秋元羊介）伯爵。衔至少將。
參加亞爾提那星域會戰(Das_Hoheitsgebiet"Altena")右路軍指揮，轻敵冒進，反被渥佛根·米達麥亞指挥的舰队迫入機雷區而戰死。

◆ 旗艦：帝國戰艦

##### 軍人
【貴族軍司令】
- 維利伯·尤希姆·冯·梅尔卡兹（Willibald Joachim von Merkatz，配音：納谷悟郎／石塚運昇、山路和弘[DNT]／平川和宏[真]）
高登巴姆王朝的最后的宿将，衔至一级上将。
用兵老练沉稳，熟识战法，對帝國忠心耿耿，被布朗史維克公爵威迫加入利普休達特聯合軍，任联合军司令，但是无法做到统一指挥和令行禁止，内战失败後想自盡卻被副官舒奈德制止，決定投奔杨威利圖東山再起。

註:角色後半生的故事請參看同盟軍之[第十三艦隊])
■ 旗艦：諾德林根(Nördlingen)標準型戰艦/密涅瓦(Minerva)[DNT]
〖裝甲掷弹兵總監〗
- 奧夫雷沙（Offressor，配音：郷里大輔／小山剛志[DNT]／內堀克利[真），衔至一級上將。殺人魔。
陸戰技巧超群，有以一擋百的力量，被莱茵哈特戲稱為「石器時代的勇者」。連汀堡要塞(Die_Festung"Rentenberg")最关键的第6通道守將，连续击退米达麦亚和罗严塔尔指挥的八次陆战队进攻，最后落入陷阱而被生擒。奥贝斯坦故意釋放他，卻公開處死他的部下，因此遭到布朗史維克的猜忌而被處死，此事导致贵族联合军内部人心分离。

〖先鋒〗
- 史塔汀／施塔登（Staden，配音：村越伊知郎），衔至上將。
外号理論通，紙上談兵的兵法家，当实战与理论发生冲突时总是优先考虑理论。加入利普修达特联合军后提出派特攻舰队突袭奥丁的计划，却在亞爾提那星(Das_Hoheitsgebiet"Altena")敗在曾是他學生的「疾風之狼」渥佛根·米達麥亞手上。是役重伤被俘。

■ 旗艦：奧古斯堡(Augsburg)標準型戰艦
〖副官〗
- 安斯巴哈（Ansbach，配音：井上真樹夫／東地宏樹[DNT]），衔至准將。
布朗史維克公爵心腹副官，外号“布朗史维克的智囊星”。虽然深知利普修达特同盟难逃失败的命运，他本人的进言也屡屡被忽视，却一直忠心侍奉布朗史维克。内战失败后毒杀布朗史维克，从而得到机会向罗嚴克拉姆侯爵萊茵哈特行刺，虽然失败却杀死了齐格飞·吉尔菲艾斯，最后服毒自殺。對於安森巴哈，萊茵哈特並沒有恨他殺死友人，反而從其身上感受到“為主君報仇的美”。

#### 銀河帝國流亡政權
——"銀河帝國正統政府"內閣成員:
首相兼國務尚書-- 約翰·馮·雷姆夏德伯爵
軍務尚書--梅爾卡茲元帥
財務尚書--謝茲拉子爵
司法尚書--赫伍得子爵
宮內尚書--郝晉格男爵
內務尚書--拉特布魯夫男爵
內閣書記長官--凱爾那普男爵
【帝國高等弁務官】
- 約翰·馮·雷姆夏德（Jochen von Remscheid，配音：小林恭治／真殿光昭[DNT]），出身门阀贵族的伯爵。與黑狐相對，人稱白狐。
长袖善舞的帝國驻费沙末代高级专员，在费沙外交界纵横捭阖，负责收集同盟政府一舉一動的情報。
帝國滅亡後流亡費沙。在同盟首都海尼森擁立艾爾威·約瑟夫二世建立名為“銀河帝國正統政府”的流亡政權後出任宰相兼国务尚书。同盟滅亡後，被羅嚴塔爾指揮士兵包圍時，在私邸內服毒自殺。

〖貴族將校〗
- 阿弗雷德·馮·藍德斯堡/阿弗雷德·馮·蘭斯貝爾克 (Alfred von Landsberg，配音：鹽屋翼／菅原雅芳[DNT]）伯爵。銜至少將。
喜爱诗歌，對皇室滿懷忠義之情的贵族文人，雖然参加了利普修达特同盟军，但缺乏军事指揮才能。貴族軍戰敗後途往費沙，受到费沙当局的蛊惑，策划并实施了劫持银河帝国第三十七代皇帝艾爾威.約瑟夫二世事件。同盟灭亡后，在艾爾威.約瑟夫二世下落不明的情况下，精神出現混亂，找了一具儿童的尸体替代並四处逃亡，最后被新帝国宪兵队抓获。
- 雷歐波特·休馬哈（Leopold Schumacher，配音：中田讓治/ 小谷津央典[DNT]），衔至上校。
在『利普修達特戰役』時為菲列格尔男爵的副官，内战失败之际在混乱中杀死了上司菲列格爾男爵，不得不帶領部下流亡至費沙，受費沙的威逼参与了劫持艾爾威·約瑟夫二世事件。自由行星同盟灭亡后被捕，不久后被释放，且重新加入军籍，最后在战斗中下落不明。具有優秀的理性及任務執行能力，不管是獨自或是團體行動時，都能採取適切行動的人。雖然如此，卻被迫作些不合本意的行動。

### 羅嚴克拉姆王朝
——帝國曆490年6月20日萊因哈特·馮·羅嚴克拉姆取代高登巴姆開创的新帝國。
國徽為黃金獅子。首都轉移至費沙行星。版圖基是已知的全銀河系，但許諾巴拉特星系有自治權。貨幣沿用帝國馬克。神祇為大神奧丁或帝國皇帝。实行开明君主专制
——"銀河帝國羅嚴克拉姆王朝政府"內閣成員:
皇帝兼任內閣首長
國務尚書--瑪林道夫伯爵
軍務尚書--奧貝斯坦元帥
財務尚書--李希特
司法尚書--布魯克德爾夫
宮內尚書--貝魯恩亥姆男爵
內務尚書--歐斯麥亞
民政尚書--布拉格
工部尚書--席爾瓦貝爾西
學藝尚書--杰菲爾特博士
內閣書記長官--麥恩荷夫
【開國皇帝】
- 萊因哈特·馮·羅嚴克拉姆（Reinhardt von Lohengramm，配音：堀川亮／宮野真守、川上千尋（少年期）[DNT]／香港:梁政平／永田聖一郎[真]）
杰出的军事家和政治家,高登巴姆王朝的终结者，羅嚴克拉姆王朝初代皇帝。
《银河英雄传说》的帝國方主角。出身於下層貴族，家族稱號僅止於帝國騎士，幼年生活與平民無異。因为姐姐成为皇帝的情妃和自身才能而在军界迅速晋升，十五岁以第一名成績於軍校畢業後成为近卫师团少尉，依戰功分別歷經陸戰隊少尉、航海士、艦長、分艦隊司令、艦隊司令等職，十八岁生日時被皇帝贈送罗严克拉姆姓氏為賀禮封為伯爵，任帝国军一级上将。宇宙曆七九六年通过亚斯提星域会战的胜利，升任帝国元帅和宇宙舰队副司令长官，成為帝國有史以來最年輕的元帥。在帝国内战中打倒了门阀贵族势力组成的利普修达特同盟，随后攻灭费沙自治领和自由行星同盟，二十三歲時即位皇帝统一了宇宙。莱茵哈特掌握帝国实权後进行的一系列政治改革，使罗严克拉姆王朝成为开明专制的典型。死于未知的一种变异性剧症胶原病，後世的歷史學者稱為「皇帝病」，得年二十五歲，在位两年半。

★ 總旗艦：伯倫希爾(Brünhind)（北歐神話中的女武神之首）白色戰艦
● 旗艦：唐懷瑟(Tannhäuser)准将～中将時坐的標準型戰艦

- 亞歷山大·齊格飛·馮·羅嚴克拉姆（Alexandor Siegfried von Lohengramm）
羅嚴克拉姆王朝新銀河帝国第二代皇帝，新帝國003年5月14日生。出生两个多月即位，父亲是萊因哈特·馮·羅嚴克拉姆，母親是希爾格爾·馮·瑪林道夫皇后。名字是莱因哈特所起，齊格飛用意是為了記念摯友齊格飛·吉爾菲艾斯，亞歷山大是為了紀念同盟最後一位宇宙艦隊司令長官，通稱「亞歷克大公」。

#### 親族
【皇后】
- 希尔格尔·冯·玛林道夫（Hildegard von Mariendorf，配音：勝生真沙子／花澤香菜[DNT]／君島光輝[真]）
萊因哈特·馮·羅嚴克拉姆之妻，羅嚴克拉姆王朝國務尚書瑪林道夫伯爵的獨生女。政略能力极高。在利普休达特同盟发动叛乱的前夕，鼓动父亲玛林道夫伯爵加入莱因哈特的阵营，从而以其敏锐的政治眼光得到莱因哈特的赏识。婚前任萊因哈特的首席机要秘书官、大本营幕僚总监等要职。巴米利恩会战中，曾改变萊因哈特的战略，采取围魏救赵的方式使萊因哈特获得战略上的胜利。与萊因哈特育有一子亚历山大·齐格飞·冯·罗严克拉姆。莱茵哈特因病去世后以皇太后身份摄政，被后世赞誉：“皇帝莱茵哈特开创了帝国，皇后希尔格尔养育帝国”。

- 海因里希·馮·邱梅爾 (配音: 逢坂良太[DNT])

希爾德的表弟，爵位為男爵。天生體弱多病，一生大多數時光多在床上度過。在自己十八歲之前，家族財產多由瑪林道夫伯爵管理。邱梅爾家族   和瑪林道夫家關係緊密，少有顯赫人才在歷史上留名，所以其財產與領地幾乎自魯道夫大帝在位以來毫無增減。因為天生身體孱弱，所以只能透過讀書和繪畫遐想外頭的美好世界。為此，他相當崇拜有藝術家提督別稱的梅克林格以及萊茵哈特。在萊茵哈特稱帝後，請希爾德代替自己向皇帝提出探視自己的願望。但他卻藉機挾持萊茵哈特、希爾德以及萊茵哈特手下一眾幕僚。期間向萊茵哈特闡述自己意欲稱王的野心，並注意到萊茵哈特不斷把玩自己胸前的銀墜，更是不惜玉石俱焚的代價要求萊茵哈特將其交出。最後則是因為一時失察，遭到萊茵哈特手下制伏。旋即因身體不堪負荷而去世。萊茵哈特發覺其受到地球教指使暗殺皇帝，更是下令展開討滅地球教的工作。
【皇帝摯友／宇宙舰队副司令】
- 齐格飞·吉尔菲艾斯（Siegfried Kircheis，配音：廣中雅志／子安武人[黄]／梅原裕一郎、藍原ことみ（日语：藍原ことみ）（少年期）[DNT]/香港:曾秉輝／加藤將[真]）衔至一级上将。追封元帅。
萊因哈特·馮·羅嚴克拉姆的副官、摯友及心腹，杰出的军事家和政治家。为人正直温和，其军事才能与莱茵哈特不相上下，亦有相当的政治远见，因而被奥贝斯坦视为功高震主的“第二人”。在平定卡斯特罗普动乱的过程中首次使用导向性杰夫粒子，成为军事史上一大创举。在与利普修达特同盟的帝国内战中独立率领舰队取得多次胜利，但是因为威斯塔朗特事件与莱茵哈特之间产生裂痕。帝国内战结束后，为了阻止布朗史维克的副官安斯巴哈刺杀萊因哈特而殉职，得年二十一岁。他的死成为莱茵哈特一生中最大的打击。死後被追封為帝國元帥兼帝國三長官、帝国大公，也是“三元帅之城”纪念者之一。但是墓碑上只有姓名、生卒年和“我的朋友（Mein Freund）”寥寥数语而已。从早年起就对莱茵哈特之姊安妮罗洁·冯·格里华德有纯真的迷恋，但是直到死也没有实现这段感情，却为其嘱托牺牲了性命。

▲ 主旗艦：巴爾巴洛沙(Barbarossa)（德語意指：紅鬍子）紅色戰艦
● 旗艦：帝國戰艦
【大公妃】
- 安妮羅潔·馮·格里華德（Annerose von Grünewald，德文姓氏直译 “绿森林”，配音：潘惠子／村田博美[黃]／坂本真綾[DNT]/香港:龍德瓊）
原姓缪杰尔，萊因哈特之姊，十五岁时被召入宫，得到銀河帝國皇帝佛瑞德里希四世的宠爱成為其情妃，被册封為格里华德伯爵夫人。

生於沒落的下級貴族之家，家境清貧。由於父親頹廢、母親因遇車禍早逝的緣故，因此肩負起照顧幼弟萊因哈特的擔子。當自己15歲、弟弟萊因哈特10歲時，因為父親為了金錢而被送進帝國後宮成為皇帝佛瑞德李希四世的侍妾。讓萊因哈特立誓要從皇帝手中搶回姊姊藉此推翻帝國。由於安妮羅潔得到佛瑞德李希四世的專寵，萊因哈特得以進入帝國軍官學校接受教育，然後憑著戰功不斷獲得破格封賞，平步青雲，逐漸建立自己的軍、政實力。安妮羅潔時常請萊因哈特的摯友齊格飛·吉爾菲艾斯多幫忙照顧萊因哈特。她曾說：「如果萊因哈特不能聽進你說的話，那麼也是他將滅亡的時候。」齊格飛向她承諾永遠不負所託。这从客观上给萊因哈特崛起的机会，还在很大程度上促成齐格飞对莱茵哈特的友谊和忠诚。
安妮羅潔和齊格飛·吉爾菲艾斯默默互相愛慕，但卻因為齊格飛·吉爾菲艾斯的早逝而無法開花結果。齊格飛·吉爾菲艾斯最終為保護萊因哈特而付出生命，他的遺言是請萊因哈特轉告安妮羅潔，他遵守了那個誓約。安妮羅潔在吉尔菲艾斯過世后搬出皇宫，一直幽居乡野住所，对莱茵哈特的征战以至後來登基為帝都不闻不问，仅与希尔格尔·冯·玛林道夫保持较为密切的关系。直至希爾格爾·馮·瑪林道夫即將生下萊因哈特的孩子，安妮羅潔為了照顧弟媳才首次踏足弟弟的帝都。就在此時，皇宮遭受恐怖襲擊，安妮羅潔挺身而出保護希爾格爾·馮·瑪林道夫。直到莱茵哈特病故前夕才回到其身边，伴随其生命的最后时光。
故事中，安妮羅潔對萊因哈特·馮·羅嚴克拉姆的人生影響深遠，沒有安妮羅潔·馮·格里華德，也就沒有萊因哈特·馮·羅嚴克拉姆的黃金獅子旗帝國。萊茵哈特曾自言：「如果姐姐再晚個五年被召進宮，或許我就會背著姐姐流亡到自由行星同盟也說不定。」

#### 重臣/提督

##### 新帝國三長官
【军务尚书】
- 巴尔·冯·奥贝斯坦（Paul von Oberstein，配音：鹽澤兼人／諏訪部順一[DNT]／藤原祐規[真]）
先前为伊谢尔伦要塞驻留舰队参谋长，在第七次伊谢尔伦要塞攻防战中因断定败局而脱逃，从此投靠莱因哈特·冯·罗严克拉姆，官至军务尚书，衔至元帅。
为人冷酷，擅长谋略，为莱茵哈特的称霸之路作出了很大贡献。一切以维护新王朝利益而不是以任何人，包括皇帝的个人利益为优先，为了达到战略目的，不惜使用任何被他人视作卑鄙的阴谋手段，因而得到干冰之劍的外号。对己方内部的被怀疑对象也毫不留情，为此主导了社会秩序维护局的重建，且重用高登巴姆王朝时期该部门的首长朗古。因而与多名重臣产生冲突，也遭到帝国军内部多数人的厌恶。很多重大历史事件，例如同盟内部的分裂、威斯特法朗事件、吉尔菲艾斯之死和羅嚴塔爾叛变，都是其直接策动或间接放任的结果。在萊因哈特病死前的时刻，放出假消息诱使地球教残部刺杀萊因哈特，结果自身被刺客误炸而死。有很多人怀疑这是他故意安排的结果。
平时为人毫无感情和人情味可言，双目装了义眼，所以眼神总是显得呆滞无神，但其家中饲养了一条路边捡拾之老狗，此狗是唯一体现奥贝斯坦人性的通路。

【统帅本部总长/新領土總督】
- 奧斯卡·馮·羅嚴塔爾（オスカー・フォン・ロイエンタール, Oskar von Reuenthal，配音：若本規夫[1][2]／中村悠一[DNT]／畠山遼[真]）
羅嚴克拉姆王朝開國元勛之一，莱茵哈特麾下杰出的军事统帅，官至统帅本部总长和新领土总督，衔至元帅。
生於帝国曆458年10月是下級貴族父親和巴赫伯爵家之女所生。为人低调，外表俊朗精干，左眼蓝色，右眼黑色，故得“金銀妖瞳”之异名，其实是罕見的基因變異，卻被他的母亲認為是自己不忠的证据而試圖挖去其黑眼睛，被女仆救下后，其母因為精神崩潰而自殺，因此幼年生活在其父亲的谴责和白眼中，造成日后他对女人始乱终弃的作风，但仍有不少女性喜歡他。
米達麥亞的至交好友，两人平日亲密无间，战场上配合出击，合称“帝国双璧”[3]。早期未发迹时为了救得罪贵族而身处冤狱的米达麦亚而求助于莱茵哈特，并且提出埋葬高登巴姆王朝建立新帝国的构想，从此莱茵哈特、吉尔菲艾斯、罗严塔尔、米达麦亚这四人结成阵营的核心。此后在莱茵哈特主导的重大战役中都有活跃表现，指挥风格与米达麦亚猛打快攻的特点截然不同。第一次诸神的黄昏作战时，被委任独立率领一支军队指向伊谢尔伦要塞，因为有所疏忽而被蔷薇骑士团强行登舰，一度和先寇布对峙，在生命危险前保持了冷静而后脱险。新帝国初期的三大元帅之一，同盟灭亡後任新领土总督，遭到地球教、鲁宾斯基、朗古等人的阴谋所设计，加上本人一贯有隐藏的野心，曾數次有著自立門戶的念頭，从而决意叛乱，引起第二次蘭提馬利歐星域會戰（双璧爭霸戰）。在戰役中與至交好友米達麥亞對抗時，遭到部下格利魯柏爾玆叛變而戰敗，同時身受重傷，最後卒於新領土總督府，時為宇宙曆800年12月16日16時51分，与军事家杨威利生卒于同一年。死前槍殺優布·特留尼西特，並得知和傳聞是前朝宰相里希典拉德女兒生下了一子。死後遺子取名菲利克斯，被米达麦亚收养。

註:角色的結局請參看帝國軍之[羅嚴塔爾派叛軍])
▲ 主旗艦：托里斯坦(Tristan)（圓桌騎士之一）
● 旗艦：帝國戰艦
【宇宙舰队司令长官／獅子之泉七元帥】
- 渥佛根·米達麥亞（Wolfgang Mittermeyer，配音：森功至／小野大輔[DNT]／釣本南[真]）
衔至元帅，新銀河帝國"獅子之泉七元帥"之首，也是莱茵哈特第一托孤重臣。
宇宙曆768年生於銀河帝國首都奧丁。出身平民的杰出将领，父亲是个普通的园艺师。從軍校畢業後曾在伊謝爾倫要塞服役，米達麥亞在這裡認識好友奧斯卡·馮·羅嚴塔爾。兩人一起參與自由行星同盟席特列上將發動之第五次伊謝爾倫要塞攻略戰。在第六次伊谢尔伦攻防战首次建功，此后一直跟随莱茵哈特南征北战，战功居众将之首，曾被宪兵总监乌里希·克斯拉称为“重臣中的重臣、宿将中的宿将”。
外号“疾风之狼”，在战场上行动迅速勇猛而又善于谋略，善于把握战机，收放自如。痛恨因为血统而占据高位的无能贵族子弟。宇宙曆795年底與羅嚴塔爾少將及梅克林格准將三人第一次隨羅嚴克拉姆艦隊擊退自由行星同盟第2艦隊；與羅嚴塔爾作為隨軍參謀參加克洛普修特克侯爵平叛戰，戰後米達麥亞槍殺強暴平民之布朗胥百克公爵親戚，公爵誣陷其入獄，羅嚴塔爾拜访莱因哈特·冯·罗严克拉姆寻求帮助，隨後使其無罪釋放。從此和羅嚴塔爾追隨萊因哈特建立戰功，两人合称“帝国双璧”。796年參加亞姆立札會戰，追擊太快，衝入同盟軍陣列後部，戰後晉升上將。797年參加利普休達特會戰，作為先鋒擊破舊貴族軍斯特汀艦隊；與羅嚴塔爾上將一起攻佔舊貴族軍連典貝爾克要塞，俘虜銀河帝國裝甲擲彈兵總監奧夫雷沙一級上將，戰後與羅嚴塔爾晉升一級上將。798年與羅嚴塔爾前往伊謝爾倫，支援第八次伊謝爾倫要塞攻略戰（要塞VS要塞，坎普上將戰死，繆拉中將重傷），殲滅追擊之同盟軍艦隊後撤退。799年初萊因哈特發動諸神的黃昏戰役，米達麥亞佔領費沙自治領；參與第一次蘭提瑪利歐星域會戰擊退同盟軍宇宙艦隊總司令亞歷山大·比克古元帥，在巴米利恩星域會戰中聽從希爾格爾·馮·瑪琳道夫伯爵小姐之建議，與羅嚴塔爾偷襲自由行星同盟首都海尼森；戰後與羅嚴塔爾、奧貝斯坦晉升元帥，任宇宙艦隊司令長官。
800年參與第二次諸神黃昏戰役，與馬爾·亞迪特星域會戰中完全消滅同盟軍宇宙艦隊，不久自由行星同盟滅亡；參與第十一次伊謝爾倫要塞攻略戰（回廊之戰），苦戰兩天未能以壓倒性兵力優勢擊敗楊威利，後退兵。同年底罗严塔尔因烏魯希瓦事件被迫叛乱，發動第二次蘭提瑪利歐會戰，米達麥亞奉命平叛，不得不与其对决。最後罗严塔尔因部下格利魯帕爾茲等艦隊雙重背叛而敗北，重傷身亡；米達麥亞雖然獲胜，却从来不宣称是自己战胜好友。801年指揮希巴星域會戰，尤里安·敏茲等突入帝國軍總旗艦，雙方最終達成和約。为人谦和，深得部下和同僚敬愛；最为看重军纪，对士兵的违纪和恶行深恶痛绝。与罗严塔尔的观点相反，看重婚姻幸福。娶妻艾芳瑟琳，兩人婚後多年膝下無子，在罗严塔尔死后收养其私生子，取名菲利克斯。萊因哈特英年早逝之際托孤于米達麥亞。

▲ 主旗艦：貝奧武夫(Beowulf)（也有作品譯做“人狼”）
● 旗艦：帝國戰艦

##### 獅子之泉七元帥
- 弗利兹·由謝夫·畢典菲尔特（Fritz Josef Bittenfeld，配音：野田圭一／稲田徹[DNT]）
銀河帝國軍"獅子之泉的七元帥"之一。
黑色枪骑兵舰队司令官，为人勇猛好战，性格豪放直率。擅長一擊強襲，其突擊之猛烈無人能抵擋；其戰鬥特徵為只知進而不知退，用兵亦欠缺柔軟度，而常出差錯，例如在亞姆立札會戰中，由於他的的過快突進，造就了楊威利逃走的機會。雖然如此，萊因哈特·馮·羅嚴克拉姆仍然能善用人材，使他得到不少的功績來彌補其過失。個性急躁而狂熱，雖會口出惡言卻沒惡意，有著武人的粗獷氣息，很受部下愛戴。例如他曾以「前進！前進！勝利的女神正對你們掀起了裙子啦！」的話為號令，指揮部下作戰。艦隊以黑色的塗裝為主要特徵。在第一次回廊之战中了杨威利的诱敌之计，过早开启战端，间接导致法伦海特战死。十分信服萊因哈特·馮·羅嚴克拉姆，極端厭惡巴爾·馮·奧貝斯坦。在“鲁宾斯基的血祭”恐怖事件中，保护了莱因哈特的安全。

■ 旗艦：王虎(Konigs Tiger)
- 奈特哈爾·繆拉（Neidhart Müller，配音：水島裕／上村祐翔[DNT]）
銀河帝國軍"獅子之泉的七元帥"之中年紀最輕的一位。在巴米利恩會戰中及时赶到而一度扭转战局，其间三換旗艦而不退出战场，贏得"鐵壁繆拉"的美名。在乌鲁瓦西鲁事件中保护了莱茵哈特，事后却拒绝了元帅头衔。

■ 旗艦：呂北克(Lübeck)
■ 旗艦：帕西瓦爾(Perceval)（圓桌騎士之一）
- 恩斯特·梅克林格（Ernest Mecklinger，配音：土師孝也／大場真人[DNT]）
銀河帝國軍"獅子之泉的七元帥"之一。作為艦隊司令官、參謀也有優異的表現。曾任莱因哈特生前最后一任幕僚总监。除了軍事才華外，他也是有名的藝術家。演奏鋼琴時被形容為"大膽及纖細的完全協調"，被稱為"藝術家提督"。

■ 旗艦：卡夫希爾/克瓦希爾[G:銀英VI](Kvasir)/乾闥婆(Gandharva)[DNT]
- 奧古斯特·沙姆艾爾·瓦列（August Samuel Wahlen，配音：岡部政明／江川央生[DNT]）
銀河帝國軍"獅子之泉的七元帥"之一。和魯茲提督作為吉尔菲艾斯的左右手，及後鎮壓地球教時被地球教教徒行刺，失去左手。

■ 旗艦：火龍（Salamander）艦底有爪式戰艦
- 烏里希·克斯拉（Ulrich Kesler，配音：池田秀一 / 羽多野涉[DNT]）
銀河帝國軍"獅子之泉的七元帥"之一。法學士官出身，任憲兵總監及帝都防衛司令官，在维护治安和打击反对力量的时候不吝使用残酷手段，但是也不乏人性的一面。在地球教策划的危及皇妃和皇子诞生的佟馆大火事件中身先士卒，营救了皇妃希尔德和皇姐安妮罗杰，保证了皇子的顺利出生。

■ 旗艦：佛爾瑟帝(Forseti)（北歐神話的法律及公正之神）
- 恩斯特·馮·艾森納（Ernst von Eisenach，配音：津嘉山正種)
銀河帝國軍"獅子之泉的七元帥"之一。作戰時主要擔任後方工作，並得皇帝賞識。因沉默寡言被稱為"沉默的提督"。

■ 旗艦：維札爾（Vissarr）

##### 艦隊司令
〖高等專員〗
- 赫爾穆特·連列坎普（Helmut Rennenkampf，配音：渡部猛／仲木隆司[黃]）
衔至一级上将。曾是萊因哈特的上司。一位寧死不屈的將軍。在“诸神的黄昏”作战後，就任帝国驻同盟最高事务官，在奥贝斯坦的授意下，对退役的杨威利进行迫害，结果被杨威利的部下绑架後，自缢而死。

■ 旗艦：高爾加·法爾姆爾（Garga Falmul）帝國軍最大級戰艦
〖伊謝爾倫要塞司令官〗
- 卡內連·魯茲（Cornelius Lutz，配音：堀勝之祐／野島裕史[DNT]），衔至一级上将。
有神鎗手的美譽。內戰期間和瓦列提督派往吉尔菲艾斯旗下。第一次诸神的黄昏作战後，任伊谢尔伦要塞驻留舰队司令，但是在第十次伊谢尔伦战役中战败撤退。最后在「烏魯瓦希事件」中为了护送莱茵哈特撤退而战死。追封帝國元帥。

■ 旗艦：史奇爾尼爾(Skirnir)/海爾聚布雷茲(Herðubreið)[DNT]
〖大本營幕僚總監〗
- 卡爾·羅伯·史坦梅茲（Karl Rlbert Steinmetz，配音：石丸博也），衔至一级上将。
早在上校時已經是萊因哈特的部下，曾一度派往邊境守備對邊境鎮壓有很大的功勞。新帝国建立被任命为首任幕僚总监，在迴廊戰役為保護皇帝被伊謝爾倫軍奇襲而死，追封帝國元帥。是“三元帅之城”的纪念者之一。

■ 旗艦：馮克(Vonkel)
〖艦隊提督〗
- 艾伯特·馮·法倫海特（Adalbert von Fahrenheit，配音：速水獎／竹內良太[DNT]），衔至一级上将。出身没落贵族。在亚斯提会战中首次登场，随后参与利普休达特同盟，内战失败後被招至莱因哈特麾下，衔至一级上将。伊謝爾倫迴廊前哨戰中，被毕典菲尔特的提前开戰卷入战场，最后为了保护友军撤退而战死，是新帝国建立後第一位战死的一级上将，死后追封为帝國元帥，是“三元帅之城”的纪念者之一。

■ 旗艦：亞斯古里(Asgrimm)

● 旗艦：達姆施塔特(Darmstadt)標準戰艦

- 卡爾·古斯達夫·坎普（Karl Gustav Kemptt，配音：玄田哲章／安元洋貴[DNT]），衔至上將。帝國有名的擊墜王，为人豪爽，但是指挥战斗则相当谨慎。指挥了要塞对要塞的第八次伊谢尔伦攻防战，战败并死于此役。

■ 旗艦：尤同罕/優茲黑姆[G:銀英III](Jotunheim)

##### 米達麥亞部下
- 卡爾·愛德華·拜耶爾藍（Karl Edward Bayerlein，配音：林延年），衔至上將。
後世之歷史家說他是「渥佛根·米達麥亞的後継者，有能力、誠實與清廉的軍人」。

◆ 旗艦：紐倫堡(Nürnberg)
- 德洛伊傑（Droisen，配音：齊藤茂），衔至上將。
參與禿鷹之城要塞對伊謝爾倫要塞、諸神的黃昏作戰、第二次蘭提馬利歐星域會戰等多場戰役。

◆ 旗艦：屈克伊(Kücrain)
- 佛卡·亞克瑟·馮·皮羅（Volker Axel von Bülow，配音：村山明／西嶋陽一[DNT]），衔至上將。
原齐格飞·吉尔菲艾斯的部下及後改編進渥佛根·米達麥亞的部隊。因他在艦隊中是最年長的，慎重而深謀遠慮的個性及豐富的實戰經歷，故深受米達麥亞信賴。

● 旗艦：帝國戰艦
- 霍斯特·錦茲（Horst Sinzer，配音：林一夫），衔至上將。
原齐格飞·吉尔菲艾斯的幕僚出席過伊謝爾倫的俘虜交換儀式。及後改編入渥佛根·米達麥亞的部隊。

● 旗艦：帝國戰艦

##### 皇帝直屬軍提督
- 洛爾夫·奧圖·布勞希契（Rolf Otto Brauhitch，配音：松田重治），衔至上將。
原齐格飞·吉尔菲艾斯的部下及後直屬萊因哈特。巴米利恩星域會戰苦戰中幸存。

◆ 旗艦：辛德利(Sindur)(北歐神話鍛冶名工匠)
- 瓦肯塞爾（Wagenseil，配音：山口健），衔至上將。
在諸神的黃昏作戰，和後來的大親征時擔任伊謝爾倫迴廊的帝國本土方面警備司令官。因帝國軍的常勝而自傲，之後被尤里安·敏茲的計策所擊敗。

◆ 旗艦：瓦倫丹(Valendown)
- 依沙克·費爾南·馮·托爾奈森（Isaak Fernand von Turneisen，配音：大瀧進矢），衔至中將。少壯派將領。
在幼年學校中，他是在第一名的萊茵哈特之後，優等生集團中的一份子。他卻在中途退學投身前線在已故卡爾·古斯達夫·坎普手下任職。刻意去引人注意凡事都比別人快一步鋒芒畢露的作風，亦不失為一員勇將。

● 旗艦：特奧德里克斯(Theodoricus)
- 格留尼曼（Grünemann，配音：田原アルノ），衔至中將。
巴米利恩星域會戰中負傷。日後代替戰死的魯茲提督，帶領其艦隊駐守舊帝國境內並維護治安。

● 旗艦：威格里斯/比古利茲[G:銀英VI](Vigrissr)
- 卡爾納普（Carnap，配音：山本龍二），衔至中將。巴米利恩星域會戰中戰死。

● 旗艦：賀蒙沙／赫摩斯[G:銀英VI](Heremoss)
- 迪特利·曹肯（Dietrich Saucken，配音：長克巳），衔至中將。
原齐格飞·吉尔菲艾斯的部下及後直屬萊因哈特。

● 旗艦：昆古尼爾(Gungnir)(奧丁手上的永恆之槍)
- 維拿·阿爾頓林肯（Welner Aldringen，配音：飯田道朗），衔至中將。
原齐格飞·吉尔菲艾斯的部下及後直屬萊因哈特。

● 旗艦：布洛克／布羅庫爾[G:銀英VI](Brokkr)(北歐神話的侏儒)

#### 幕僚

##### 皇帝直屬幕僚
〖首席幕僚〗
- 修特萊（Arthur von Streit，德文姓氏直译 “争端”，配音：戸谷公次/ 山內健嗣[DNT]），衔至中将。
最初为布朗史维克公爵的部下，提出派人暗殺萊茵哈特，以避免正面的戰爭的建議，可惜未被公爵採納。及後被萊茵哈特所錄用成為首席幕僚

##### 奥贝斯坦屬下幕僚
〖军务省调查局长〗
- 安顿·菲尔纳（Anton Ferner，德文姓氏直译 “冰川”，配音：堀内賢雄／千葉一伸[DNT]） ，衔至少将。
最初为布朗史维克公爵的部下，在帝国内战的前夕提出暗杀莱因哈特以避免内战的建议，被布朗史维克拒绝后，擅自带领直系部队进行暗杀计划，结果因为莱因哈特早有准备而失败被俘，主动投靠并被奥贝斯坦收为左右。此后见证并参与了奥贝斯坦的一系列作为。虽然有时亦被奥贝斯坦的冷酷所震惊，但是仍能做到百分之百的服从，同时其谋略能力也不断增强，到了基本能够洞悉奥贝斯坦意图的水准。

〖内務省国内安全保障局長〗
- 海德里希·朗古(Heidrich Lang，配音：高木均/石田太郎）
在高登巴姆王朝担任内務省社会秩序維持局長官，以镇压反对派、清除异己、严刑逼供为能事，因此给人以卑鄙狡诈的小人形象，被奥贝斯坦重新起用，出任“重新调剂过的”国内安全保障局長，私下暗通前费沙领主安德烈·鲁宾斯基，对罗严塔尔的叛乱有直接责任，是个人人痛恨的众矢之的。但是也有其不为人知的好丈夫、好父亲、社会慈善热心人的一面。后因新帝国费沙总督波戴克谋杀嫌疑犯的强加罪名被处以死刑。

#### 行政官
【国务尚书】
- 弗朗茨·冯·玛林道夫（Franz von Mariendorf，配音：中村正／田中正彥[DNT]／大力[真])
伯爵。新帝国首任国务尚书。皇妃希尔格尔的父亲。为人稳重得体，有远见。最初为卡斯特罗普家族的親族，极力反对马克西米利安的叛乱而遭软禁。帝国内战前夕，听从女儿希尔格尔的建议加入了莱茵哈特的阵营。出任国务尚书后行政非常小心低调，几乎到了无所作为的地步。希尔格尔成为皇妃后，主动请辞而避开了外戚干政的嫌疑。

〖工部尚书〗
- 布鲁诺·冯·席尔瓦贝尔西（Bruno von Silverberch，配音：山寺宏一)
新帝国首任工部尚书，有很强的才干，也是一个工作狂式的人物，主导了费沙的新帝都改建计划。有人开玩笑说，等到新帝都完成时大家就该退休了，他一语惊人：“说不定到那时我已经是国务尚书”，体现了他的远大企图心。在新帝国历2年不幸死于费沙的恐怖爆炸，未能见到费沙改建的完成。

#### 羅嚴塔爾派叛軍
——宇宙曆800年/新帝国历2年新领土总督奧斯卡·馮·羅嚴塔爾发动叛乱，同年发生第二次兰堤马里欧星域会战，羅嚴塔爾派叛軍战败，羅嚴塔爾伤重而亡，叛乱失败
【叛軍統帥】
- 奧斯卡·馮·羅嚴塔爾（Oskar von Reuenthal，配音：若本規夫）
原新帝國统帅本部总长，后任新領土總督，衔至元帅。領有僅次於帝國皇帝的最大兵力、土地和權限。
由于保罗·冯·奥贝斯坦、朗古等人弄權和無的發矢的控告、鲁宾斯基和地球教的阴谋，加上其本人的野心，最后决定以討伐奸臣名義發動叛亂。与昔日的好友帝國元帥渥佛根·米達麥亞在第二次蘭提馬里歐會戰(Der_Starngebiet"Rantemario")对决，本来在战场上双方各有得失，决定先退出战场再待机而动。然而在此关键时刻由于麾下提督阿弗雷德·格利魯帕爾茲的倒戈攻击而陷入危局，身受重伤，却拒绝退出指挥室接受手术，亦拒绝更换旗舰，撤退时只靠止痛剂和生血剂维持。回到海尼森後不久衰竭死亡，享年三十三岁，和同时代杰出的军事统帅杨威利生卒于同一年。死前杀死了优布·特留尼西特，被米达麦亚称作为莱茵哈特的最后一次“大扫除”。另外死前得知自己和前朝宰相里希典拉德的女儿生有一子。该婴后来被米达麥亚收养，取名菲利克斯·米达麥亚。叛乱發动时被皇帝莱茵哈特剥夺元帅衔，但是死后又被恢复了元帅衔。
罗严塔尔的叛乱和败亡引起了莱茵哈特的深深伤感和反思，而米达麦亚更是从未宣称在战场上战胜过罗严塔尔。

▲ 總旗艦：托里斯坦(Tristan)（圓桌騎士之一）
〖副官〗
- 列肯道夫（Emil von Reckendorf，配音：安宅誠），衔至少校。
最早跟從羅嚴塔爾的角色，見證了羅嚴塔爾一生的成敗結局。叛亂失敗後投降元帥渥佛根·米達麥亞。

〖叛軍提督〗
- 阿弗雷德·格利魯帕爾茲（Alfred Grillparzer，配音：咲野俊介)，衔至上將。
原連列肯普提督的參謀，及後升任分艦司令。20多歲就當上提督，和克納普斯坦美稱帝国小双璧。除了是一個軍人之外，同時還是一個地理学家，有着和他的年齡不相符合的「探検家提督」称号，身为帝國地理博物學協會的會員。罗严塔尔决意叛乱之际，他以出任未来的軍務大臣和帝國元帥為條件向奧斯卡·馮·羅嚴塔爾效忠，但是在随后的第二次蘭提馬里歐會戰後期，奧斯卡·馮·羅嚴塔爾撤退時，對其旗艦托里斯坦開火，导致了罗严塔尔的失败；投降後，被皇帝萊因哈特·馮·羅嚴克拉姆剝奪上將銜，自殺。

◆ 旗艦：艾斯塔里(Elstla)
- 布魯諾·馮·克納普斯坦（Bruno Von Knappstein，配音：檜山修之），衔至上將。
具有極正統的用兵術，同時又稍稍具有清教徒般的正經個性，原連列肯普提督的分艦司令，和格利魯帕爾茲美稱帝国小双璧。罗严塔尔发动叛乱时，原本因严词拒绝而被软禁，但是却被好友格利魯帕爾茲说服而參加叛亂，第二次蘭提馬里歐會戰中因渥佛根·米達麥亞的砲擊陣亡。

◆ 旗艦：烏爾富倫(Ulfrun)
- 漢斯·艾德華·貝根格倫（Hans Eduard Bergengrun，德文姓氏直译：“山之绿”，配音：田中亮一／樋渡宏嗣[DNT]），衔至上將。
原齐格飞·吉尔菲艾斯的副官及後改編入奧斯卡·馮·羅嚴塔爾的部隊。罗严塔尔出任新领土总督后任高级参谋，在行政方面的建议都比较温和。罗严塔尔发动叛乱时持反对意见，但是仍然遵循服从上级的原则而随其出战。叛乱失败後未被追究责任，但是回顾兩任上司皆死於非命的历史，自认为是妨主之人，因而自殺。临死之际大胆指责皇帝莱茵哈特猜忌功臣而导致罗严塔尔的叛乱。

● 旗艦：帝國戰艦
- 狄塔斯多夫（Dittersdorf，配音：古澤徹），衔至中將。
叛亂失敗後為羅嚴塔爾部隊退却支援，負傷投降。
- 宋年菲爾斯（Sonnenfels，配音：內田聰明），衔至中將。
叛亂失敗後卸除總督府外槍口對著米達麥亞的武裝的士兵，負傷投降。
- 修拉（Schrer ，配音：無），衔至少將。
在第二次蘭提馬里歐會戰中陣亡。
- 亞歷山大·巴特豪瑟（Balthauser，配音：無），衔至少將。
在第二次蘭提馬里歐會戰中陣亡。

## 自由行星同盟
——自由行星同盟政府建都於巴拉特星系首都海尼森。

國旗以藍白紅三色設計。貨幣名為帝納。實行民主聯邦制。
——自由行星同盟軍基本上行三權分立制。

最高評議會-負責管理財政撥款及對開戰与否作最終決定權。

統合作戰本部-管军队行政、人事升迁、戰略情報分析和制定戰略。

宇宙舰队司令部-统管具体作戰的指揮部門。

### 政界

#### 特留尼西特派／強硬派
【最高評議會議長】
- 优布·特留尼西特 （Job Trunicht, 配音：石塚運昇／安齊一博[DNT]／海部剛史[真]）
從政後平步青雲歷任國防委員長，官至最高評議會議長，成為同盟政府的領導人。同盟國內的主戰派，依靠機具煽動性的言辭蛊惑人心，善于鼓动欺骗民众，骨子里一心谋求个人的权威和利益，为人没有信义可言，因此为杨威利、比克古等人所不齿。他在「帝国領侵攻作戰提案」的表決中一改平日強硬派之姿投下反對票體現了其深謀遠慮的一面，与地球教和忧国骑士团关系密切，常利用这种关系打击政敌。在救國軍事革命軍政變期間利用地球教的保護轉入地下，待到政變被平息後卻以勝利者自居重掌政權。於諸神之黃昏作戰中帝國軍米達麥亞等兵臨城下時宣布同盟投降，簽訂了「巴拉特和約」後下野並逃亡至帝國領土。新帝國時期接受新領土總督府高等參事官的任命，其厚颜无耻令莱茵哈特都为之震惊，因此有「自由行星同盟的蛀虫」，「卑劣政客的代表」之名。罗严塔尔发动叛乱时被软禁，叛乱失败後为其親手擊殺。事後在尤里安與亞典波羅等人的對話中得悉其有在新帝國境內構建立憲民主體制的計劃。

〖國防委員長〗
- 尼古拉·龐提（Negroponte, 配音：穂積隆信/武虎[DNT]）
优布·特留尼西特政府的首任國防委員長，國家寄生虫。出任針對楊威利的審查會主席，導致第八次伊謝爾倫要塞攻防戰前期楊威利不能及時指挥防禦作戰。之後被迫向楊威利道歉並代特留尼西特受過，被左遷為國營氫能源國營公司總裁。
- 華爾特·愛朗茲（Walter Island, 配音：田中康郎）
昇平時代只不過是優布·特留尼西特手下的小嘍囉，藉助給特留尼西特送禮的方式接替尼古拉·龐提坐上國防委員長的位置。
過了五十歲大半而沒有積極作為的三流政客，平日只負責擔任特留尼西特政府當局和軍部之間的聯絡人。然而他在帝國軍發起的“諸神的黃昏”戰役期間卻代替不作為的特留尼西特，積極領導最高評議會組織備戰，並盡力配合比克古提督與楊威利的軍事戰略部署。當特留尼西特準備接受帝國軍要求立即停戰的最後通牒時，他主張抗戰到底並在會上極力反對投降而表現得異常積極，使人一洗對其過往負面的評價。最後他被特留尼西特帶來的一夥武裝地球教徒逮捕。

#### 元老派
【原最高評議會議長】
- 羅倫·桑佛德（Royal Sanford, 配音：阪脩／柴田秀勝[DNT]）
原同盟国家元首，政界權力鬥争中漁翁得利而上台。
在和平派和強硬派侯選人的前後挾擊之下，上任後民眾支持率下跌，因而將「帝国領侵攻作戰提案」作為政治賭博，並要為戰敗負起全責，結果加速特留尼西特政府的誕生。

〖交通情報委員長〗
- 格奈莉亞·溫莎夫人（Cornelia Windsor, 配音：松島實／瀧澤久美子[DNT]）
新任交通情報委員長，因前任者受賄落馬而當選繼任。
評議員中唯一的女性，是一位四十歲出頭有著優雅知性美的女性。
她發言的聲音仿如音樂般抑揚，在評議會上高呼「歷史上也沒有不需犧牲就可達成大業的先例，打倒銀河帝國的崇高義務是不管代價有多大的，那怕是要犧牲所有國民。」而被喬安·雷比諾諷刺為「低廉的英雄主義者」，與桑佛德議長一唱一和而力壓反對聲音將「帝国領侵攻作戰提案」強行通過。後因戰事的慘敗而要為戰敗負起全責下台，下台後對著抗議的民眾反駁說:「我們已經以辭職負責，還不夠喔！？」。據說她下台後一直被同盟国家的人民所怨恨。

#### 少壯派
〖財務委員長〗
- 喬安·雷比諾／姜·列貝羅 （Joao Rebelo, 配音：家弓家正／江川大輔[DNT]）
他在財務委員長任內有「良心政治家」之稱的良好官聲，曾與西德尼·席特雷是幼時的鄰居。於最高評議會任職時强烈反对无意义的帝国领解放作战，並兩次與他的好友荷旺·路易投下反對票。第一次诸神的黄昏作战后，在同盟名存实亡的时期代替亡命帝國境內的优布·特留尼西特出任最高評議會議長。上任後受帝國事務官赫尔穆特·连列坎普的压力就贸然实施了针對杨威利及其旧部的監視和迫害，楊出走後卻隱瞞事實。由于本身缺乏统驭能力加上杨出走后精神已近崩溃，导致一連串事件處理不當给了帝國再次入侵同盟的口實，引起了第二次诸神的黄昏（大亲征作战），加速同盟政府滅亡。同盟灭亡前夕他被最后一任统合作战本部长洛克威尔槍殺。

〖國防委員會委員〗
- 威利姆·歐迪茲（William Odets, 配音：谷口節）
從電視解說員轉入政界的少壯派政治家，頗以其辯舌燦燦自豪。他曾作為新聞解說員出現在帝國軍佔領費沙的新聞熒幕中，其後轉入政壇並擔任國防委員會委員。他於萊因哈特發動「大親征」作戰的危急時刻自願出任特使，前往帝國境內試圖說服對方休戰；雖然他對帝國軍將領的論調拼命進行了的反駁，但卻因無法與萊因哈特見面而導致任務失敗。他在滯留於帝國期間同盟最終滅亡，日後受到地球教徒與魯賓斯基的慫恿，他向帝國密告羅嚴塔爾有反叛之意，這一謠言後被帝國安全保障局長朗古利用，從而引發了「羅嚴塔爾叛亂事件」。

#### 和平/反對派
〖人力資源委員長〗
- 荷旺·路易（Huang Rui[新版]/Huang Lewis[初版], 配音：肝付兼太／宇垣秀成[DNT]）
身材瘦小但聲音宏亮的理性政治家，与他的朋友姜·列贝罗一起反對出兵帝国領的最高評議會委員。为人相当直率，作为负责教育、就业、劳工问题及社会保障的人力资源委员长，他担心当前同盟的人力资源被军队严重占用而导致社会各行业不断萧条。作为一个务实的政治家的同时他也很博学，在列贝罗为杨威利可能成为独裁者而担忧时，他却能准确且理性的判断杨没有成为独裁者的资质。“帝国领解放作战”惨败后，由于他此前在是否出兵的表决中投下反对票因此得以留任。他曾作为非特留尼西特派的政治家参与了对杨威利的审查会，在此期间他尽力为杨辩护，私下也和列贝罗一起为杨的获释出力不少。他没有加入巴拉特和约签署后成立的列贝罗政府，只是以朋友的身份被列贝罗咨询是否逮捕已退役在家的杨威利，他再一次冷静地表达了反对逮捕的意见。然而，列贝罗并没有放弃计划并转而与同盟自治大学校长奥里贝拉密谈，最后决定以涉嫌反叛罪逮捕了杨；这一事件也导致他与列贝罗渐行渐远，乃至于最终和这位旧友的决裂。同盟彻底灭亡后，被牵连进「奥贝斯坦大割草」事件而被捕，后续生死不明。

〖議員〗
- 潔西卡·愛德華 （Jessica Edwards, 配音：小山茉美／木下紗華[DNT]／汐月しゅう[真]）
楊威利校園時代的知己，原音樂教師。自從未婚夫拉普少校死于亚斯提会战後得到感悟，以推動和平反戰的理想而步入政壇，以高得票支持率力壓主戰派候選人，在德奴仙行星區補選中勝出當選議員。她在議會領導反對派為和平事業而奔走。由於深得民心，她有望在新一年度晉身最高評議會閣員；但這一年宇宙曆797年4月13日卻發生了救國軍事会议武裝政變，一切政治活動遭到禁止。她在军事独裁时期召集超過20萬市民集會，以控訴軍政府的獨裁並號召市民起來反抗暴政。结果遭到军方悍然镇压，本人也死于镇压行動，这就是「海尼森广场屠杀事件」。同年新一屆評議會議長選舉由优布·特留尼西特無對手下當選。她与杨威利之间存在微妙情愫，但是始终没有点破这段感情。

#### 政界相關人士
〖同盟自治大學校長〗
- 亚林克·马尔奇诺·伯杰斯·迪·爱伦提斯·艾·奥里贝拉 （Enrique Martino Borges de Arantes e Oliveira, 配音：山内雅人（日语：山内雅人）/ 佐藤正治[DNT]）
同盟自治大學校長，也是歷屆同盟最高評議會的智囊團代表，曾作為楊威利審查委員會成員參與對楊的審查。他虽然是一名學者而非政治家，但作為歷屆同盟政權首席顧問的他一直都是根据權力者的意向來解釋法律條文，以使特权能够正當地合法化，而他所負責的只有提案和企劃，決斷和實施則是他人的責任。由於國立中央自治大學的目的是為培养政治家而成立，因此奧里貝拉給人的氣質比起學者倒更像是官僚。身為楊威利審查會的成員之一，他實際上代表了衝動易怒的國防委員長尼古拉·龐提主持審查會；他在會議的大多時候都表現得很平静，但在問詢的最后，他正在對戰爭的意義進行演講，但被楊威利當場否定並指出這才是假爱國時他第一次恼羞成怒。在同盟被帝國軍佔領期間，他在被姜·列貝羅召見密談時曾建議對楊威利進行拘禁必要時可以處決。之後他在“奧貝斯坦大割草”事件中遭到帝國佔領當局的逮捕，並最終死於拉格普爾監獄的暴亂中。他的名字曾被楊威利這樣嘲諷過：“光凭他記得住自己那冗長的名字，就頗值得尊敬了。”

### 統合作戰本部
旗艦統兵力
★ =40000艦以上
▲ =20000艦-39000艦以上
■ =12000艦-19000艦
◆ =5000艦-11000艦
● =5000艦以下
【統合作戰本部長】
西德尼·席特雷（Sidney Sithole）
配音：内海賢二／佐藤正治[黄]／相澤正輝[DNT]
衔至元帅。軍方開明派代表。曾任同盟士官學校校長，杨威利也是其門生之一。
同盟史上的名将之一，作為總司令兼第8艦隊司令官(大將)指挥了第5次伊謝爾倫攻略戰。首創並行作戰法使雷神之槌發揮不了效用獲得好評而晉升元帥。亞姆利札星域會戰後因帝國領土解放作戰的慘敗而引咎下台，從此退職還鄉養蜜蜂。同盟灭亡后因卷入骚乱而被罗严塔尔下令逮捕。
▲ 總旗艦：赫克托（Hector）（上將時的旗艦只在PS和SS的游戏中出現）
【統合作戰本部長代理】
道森／德森 （Dawson）
配音：島田彰／黑田崇矢[DNT]
衔至元帅。
曾任憲兵隊司令官、国防委員会情報部長及統合作戰本部次長。同盟軍保守路線的繼承者，對杨威利同為上將心感不服，經常故意為難楊，命其以一个舰队的兵力平定四个星域的动乱，承庫布斯里部長退職後成為正式統合作戰本部長，在任期間同盟軍卻多事之秋。曾有去翻垃圾桶而公佈有人浪費地丟棄馬鈴薯一事，被譏為「馬鈴薯軍官」。
〖後方勤務本部長〗
洛克威爾（Rockwell）
配音：江原正士
官至統合作戰本部長，衔至上將，軍方內的特留尼西特派。
同盟軍最後一任統合作戰本部長，曾參與最高評議會議長姜·列貝羅迫害楊威利的行動，在帝国大亲征作战（第二次诸神的黄昏）兵临城下的时刻，為求自保與部下一同殺死了列貝羅，宣布海尼森为不设防状态，投降后向皇帝萊因哈特乞求活命，结果反被處死。

#### 参谋部
【参谋长】
淳于建（Chung Wu Cheng。中文版小說發行當時因未能得知原設定，而採用音譯「邱吾權」）
配音：大塚明夫
有「麵包店第二代老闆」稱號，最常見在會議中拿麵包食用。和楊威利一樣，姓名為東方姓氏（原文人名中的「淳于」為複姓）。參謀資質，反優布·特留尼西特。在「諸神的黃昏」作戰中任宇宙艦隊總參謀長。比克古元帥退役後，淳于建上將以總參謀長現職之身暫代司令長官之職，但是，人們給了一個“麵包店第二代老闆轉任廢鐵店老闆”評語。事實上，就任後所做就是根據《巴拉特和約》廢棄同盟戰艦及宇宙母艦。而且正確地說，他只是在文件上執行這件事，至於統計數位是不是值得信任，他本人都儘量不去評論。他也婉拒了同盟議長姜·列貝羅想正式任命他爲宇宙艦隊司令長官的命令。私下派遣費雪、姆萊和派特里契夫三人，帶著帳面上已處理掉的戰艦一起到楊威利處，這為日後的長期抗戰奠定了基礎。最後他與比克古在帝國大親征戰役中，光榮戰死沙場。
〖作戰主任参谋〗
高尼夫（Konev）
衔至中將。
在帝國領解放作戰時擔任同盟遠征軍的作戰主任參謀，但整個戰役的作戰計畫大多由霍克准將訂立，與總參謀長格林希爾上將一樣，幾乎都未參與作戰的計畫與執行。
〖情報主任参谋〗
畢羅蘭尼（Birolinen）
衔至少將。
參加帝國領解放作戰『亞姆力札戰役』，擔任同盟遠征軍的情報主任參謀。
〖作戰参谋〗
安德魯·霍克（Andrew Falk）
配音：古谷徹／神谷浩史[DNT]／谷戶亮太[真]
衔至准将。
学業成績優秀，士官學校第一名畢業。因為自我意識異常膨脹，而對進攻伊謝爾倫大獲全勝的楊產生了的牴觸情緒。為人傲慢，視野狭隘，只管空談大戰略，他的「帝國領解放作戰」提案成為同盟灭亡的关键原因，被第5艦隊的司令亞歷山大·比克古當著他的面提撤退時對他說「那麼交換好了。我回到伊謝爾倫，而你就到前線來替我。」，原本想反駁亞歷山大·比克古，但立刻遭到亞歷山大·比克古被駁斥「說明知不可能還在這兒說風涼話！而且只會縮在安全的地方大放厥詞」。本人也因癲癇性歇斯底里的發作而入院並被強制編入預備役。事後他以走後門的方式提交給最高評議會的原最高評議會議長羅倫·桑佛德的「帝國領解放作戰」提案的事曝光後，慘遭統合作戰本部和参谋部其他同僚、同盟國家的人民所冷眼和怨恨看待，后来被地球教所利用，参与了刺死杨威利的恐怖行动，最后所乘舰船被当做吸引火力而击毁，死得不明不白。

### 宇宙舰队司令部
【宇宙舰队司令长官】
拉薩爾·羅波斯（Lassalle Lobos）
配音：大木民夫／花輪英司[DNT]
衔至元帅。
保守派的代表人物，來自帝國的亡命者的子孫。為人固執不聽忠言，做事一意孤行，具有战术指挥能力，但是缺乏战略的眼光。曾任第6次伊謝爾倫攻略戰和第4次迪亞馬特會戰及亞姆利札星域會戰總司令，可是任內的幾場大戰役幾乎全敗收場而要退役，實为同盟軍在軍事上由攻轉守的罪人。尤其是帝国领解放作战期間指揮不力，一味听信作戰參謀安德鲁·霍克准將的輕率意見，结果导致同盟軍历史性的大败，事後由第5艦隊司令亞歷山大·比克古接替其職務。辭職後遭到以前統合作戰本部和宇宙舰队司令部其他同僚、同盟國家的人民所冷眼和怨恨看待，據說辭職後也找不到工作。
★ 總旗艦：艾亞斯（Aias）橙色戰艦（PCgames 銀河英雄傳說IV登場）

#### 第1艦隊
【司令】
庫布斯里（Kubersly）
配音：田中信夫／高階俊嗣[DNT]
官至統合作戰本部長，衔至上將。
對楊威利頗為信任。在救国军事会议政变的前夕遭到安德魯·霍克准將的刺杀而受傷入院，在長時期缺勤下無奈請辭。
〖副官〗
威迪（ウイツテイ）
衔至上校。
擔任統合作戰本部長的高級副官；目睹在帝國領解放作戰後因病入院的霍克暗殺庫布斯里上將未遂的事件。

#### 第2艦隊
【司令】
派特 （Paetta）
配音：德丸完／福松進紗[DNT]
衔至中將。
原杨威利和达斯汀·亚典波罗的上司，保守提督的代表人物，在亞斯塔特星域會戰中身受重傷。之後與比克古、卡爾先、莫頓等人參加蘭提馬利歐會戰。遭到帝國的雙頭蛇攻勢，慘敗而返。戰後在同盟混亂的政局中行動受限，死於海尼森的大暴動。
■ 旗艦：波羅庫斯(Patroklos)編号0201/ 波羅庫斯(Patroklos)編号02FB10-2036[DNT]

#### 第3艦隊
【司令】
路菲普（Lefebvre）
配音：今西正男
衔至中將。
亞姆利札星域會戰的前哨戰中，在行星雷森古（Lesing）戰線中陣亡。
■ 旗艦：庫·赫林（Cu Chulainn[新版]/Ku Horin[初版]）編号0301

#### 第4艦隊
【司令】
培特雷 （Pastolle）
配音：佐藤正治／石井康嗣[新]／目黑光祐[DNT]
衔至中將。
被稱為百戰磨練之猛将，在亞斯塔特星域會戰中被兩倍己方的兵力攻擊力戰而亡。
■ 旗艦：萊歐達／雷歐達（Leonidas）編号0401
萊歐達／雷歐達（Leonidas）編號04FB10-5113[DNT]

#### 第5艦隊
【司令】
亚历山大·比克古（Alexandre Bewcock）
配音：富田耕生／真殿光昭[螺]／石原凡[DNT]／有川マコト[真]
生於宇宙曆726年。出身行伍的同盟將領，年輕時參加過阿修比提督指揮的“第二次迪亞馬特會戰”，官至宇宙舰队司令长官，衔至元帅。在故事早期，帝國入侵自由行星同盟的作戰「諸神的黃昏」，蘭提馬利歐星域作戰中，為了承擔戰敗責任而企圖自裁，但被邱吾權阻止。
身经百战，威名素著的老将，十分看重杨威利的才能。后期成为杨的上司。也是楊最為敬重的長官，為反優布·特留尼西特派核心人物之一。同盟投降之後退隱，宇宙曆800年，萊因哈特發起滅亡同盟的「大親征」時，不願同盟不戰而亡，率領約兩萬艘的同盟艦隊參與馬爾·亚迪特星域会战，在实力处于明显劣势的情况下仍能利用地利使帝国军陷于苦战。战败後不愿受帝国招降，並向萊因哈特說出了「民主不是建立主從的思想，而是對等交朋友」的名言。最後在帝國艦隊主砲齊射下戰死，因其高尚的軍人情操所致，帝國艦隊通過比克古戰死的馬爾·亚迪特星域時,萊茵哈特下令帝國全軍致以最高敬意的軍禮，事後萊茵哈特如此形容他<那些苟且偷生的同盟軍人就像水溝裡的汙泥一樣，跟他們比起來，那位在馬爾·亚迪特星域戰死的老人就像是高山中的清泉一樣>享壽74歲，身後留下年邁的妻子。
★ 總旗艦：里約·格蘭地（Rio Grande）編号0501/ 里約·格蘭地（Rio Grande）編号05FB10-1022[DNT]
○ 戰艦：沙阿阿拔斯(Shah Abbas)編号507-H（下士時期座乘艦）
〖高級副官〗
法菲爾（Pfeifer）
配音：梅津秀行
衔至少將。自比克古就任宇宙艦隊司令長官後三年一直隨侍在側，直到蘭提馬利歐會戰前，因壓力過重導致心臟病發而被撤換。
〖副官〗
施恩·史路茲卡利達（Soon Soulzzkaritter）
配音：小野健一）
衔至少校。
其容貌與言行都很普通，亦具備執行任務的能力，然而其奇妙的姓氏卻成為同僚與部屬的笑柄，直到比克古提督以「史路」稱呼他後才以此作為正式的姓。遵從比克古的吩咐而加入楊的指揮。
【分艦隊司令】
馬里涅汀（Marinett）
配音：岡和男
衔至准將。在楊自首都海尼森的審查會中解脫，欲返回告急的伊謝爾倫要塞前所組成的增援艦隊而臨時配屬於楊指揮之下的提督。及後轉編入第5艦隊。
● 旗艦：羅斯坦（Rustam）編号205N
沙尼亞/桑尼艾爾（Zarnial）
配音：菅原正志
衔至准將。
在楊自首都海尼森的審查會中解脫，欲返回告急的伊謝爾倫要塞前所組成的增援艦隊而臨時配屬於楊指揮之下的提督。最後改編入第5艦隊。
● 旗艦：巴莱纳斯（Belenus）編号609-R

#### 第6艦隊
【司令】
摩爾／慕亞 （Moore）
配音：平野正人／櫻井透[DNT]
衔至中將。
固執的提督同盟內知名的豪放猛將，然而其個性粗野、用兵欠缺彈性；於『亞斯塔特會戰』時，罔顧幕僚拉普少校的諫言而遭到萊因哈特的奇襲，鹵莽地回頭迎擊背後的敵軍，導致第6艦隊全軍覆滅的悲劇，本人亦難逃戰死的命運。
■ 旗艦：佩卡蒙（Pergamonn）編号0601/佩卡蒙（Pergamonn）編号06FB10-5085[DNT]
〖參謀〗
約翰·羅貝爾·拉普（Jean Robert Lapp）
配音：田中秀幸／小野友樹[DNT]
衔至少校。楊就讀軍官學校時的同窗好友，個性認真且頗具人情味，亦具備軍事方面的才能，使楊視為未來的將才，但因病而延緩了晉升。因上司的無能而戰死，令楊惋惜不已；未婚妻潔西卡更因此開始推展反戰運動。

#### 第7艦隊
【司令】
赫伍德 （Hawood）
配音：小川真司／藤井隼[DNT]
衔至中將。
亞姆利札星域會戰的前哨戰的多維格（Dverger）星系戰場彈盡糧絶下投降。
DNT版本中，則是被吉爾菲艾斯艦隊殲滅超過八成以上的船艦，並對於自己身為統帥而被敵軍忽略一事深感不滿。後來在第十三艦隊和吉爾艾菲斯艦隊對峙時，率領第七艦隊殘部突襲，掩護第十三艦隊撤退至亞姆立札星域。任務完成後壯烈犧牲。
■ 旗艦：魁札爾科亞特爾（Quezalcoatl）編号0701
〖技術將校〗
佛朗茲·華利蒙特（Franz Varimont）
配音：中原茂
衔至少尉。
動畫版原創角色。專長農業水利技術，心懷遠大理想的青年將校。在同盟軍所佔領之星球進行安撫工作，對工作滿懷憧憬，打算實現其與帝國民眾共存之理想；他憑藉其出色的水利專業知識幫助佔領區民眾大力發展農業，因而廣受歡迎，期間更獲得了當地鎮長千金的青睞。然而好景不長，在萊因哈特的焦土作戰下加上補給不足，同盟軍開始強行征繳佔領區民眾的存糧因而與民眾爆發了激烈衝突；華利蒙特少尉勸阻無效，眼看著昔日成果和理想毀滅殆盡，當地民眾亦在抗爭中死傷慘重，心灰意冷之餘便和鎮長的女兒一起遠走高飛。帝國佔領區征糧事件也為日後同盟的戰敗埋下伏筆。

#### 第8艦隊
【司令】
亞普頓 （Appleton）
配音：石森達幸／寶龜克壽[DNT]
衔至中將。
雖在前哨戰梵斯提德（Wansteidt）星系成功逃脫，始終還是在亞姆利札星域會戰中戰死。
■ 旗艦：黑天/克利什那（Krishna[新版]/Kulishuna[初版]），編号0801/世界之主（賈格那，Jagannath），編号08FB10-3023[DNT]。

#### 第9艦隊
【司令】
亞爾·沙列姆/阿爾-薩蘭 （Al-Salem）
配音：北川米彦／酒井敬幸[DNT]
衔至中將。
參加亞姆利札星域會戰逃至艾維斯（Alviss）星系，被渥佛根·米達麥亞艦隊追打得身受重傷而退役。
■ 旗艦：帕拉米迪斯（Palamedes）編号0901

#### 第10艦隊
【司令】
伍蘭夫 （Uranff）
配音：大林隆之介／櫻井敏治[DNT]
衔至中將。
古代騎馬民族之後裔（可能是蒙古），同盟军中一位杰出将领，智勇双全，亞姆利札星域會戰前哨戰中成功突破黑色槍騎兵密集炮火，最后為掩護其餘艦隊撤退殿後在行星魯根戰區戰死。
■ 旗艦：盤古（Ban-goo）編号1001/格斯爾王（Geser Rgal-po），編號10FB10-3089[DNT]
〖艦隊參謀長〗
陳 （Chen）
配音：小關一／桐本拓哉[DNT]
衔至少將。參加帝國領解放作戰時的前哨戰，與伍蘭夫中將一同率領補給不足的艦隊與帝國軍奮戰，最後與指揮官一同戰死沙場。

#### 第11艦隊
見第11艦隊

#### 第12艦隊
【司令】
波羅汀／鲍羅廷 （Borodin）
配音：池田勝／木村雅史[DNT]
衔至中將。
參加亞姆利札星域會戰前哨戰在星系波索倫(Bolthorn)戰區被打得只剩八艘船而自盡，其所率領的第12艦隊由副司令柯那利向帝國軍投降。
■ 旗艦：佩倫（Perun）編号1201/科爾努諾斯（Cernunnos），編號12FB10-4612[DNT]
〖副司令〗
柯那利（Connally）
配音：笹岡繁藏／西凜太朗[DNT]
衔至少將。
在帝國領解放作戰的前哨戰中，司令官波羅汀中將在戰至近乎全滅而自裁後接任其職務，率領剩餘的艦隊官兵向帝國軍投降。

#### 第13艦隊
見第13艦隊

#### 第14艦隊
【司令】
李奧納·莫頓 （Lionel Morton）
配音：大木正司／坂口候一[DNT]
衔至中將。
原為第9艦隊副司令，參加亞姆利札星域會戰表現盡責，後升任第14艦隊司令，在巴米里恩星域會戰中殉國。
◆ 旗艦：阿奇里斯（Achilleus）編号1401

#### 第15艦隊
【司令】
拉爾夫·卡爾先 （Ralph Carlsen）
配音：新井量大
衔至中將。
一位非士官學校出身的提督，卻因戰事不利的情況下破格晉升，为人十分勤勉也具备相当的战术指挥能力。在馬爾·亞迪特星域會戰中作为比克古元帅麾下唯一的舰队指挥官，运用游击战术对帝国军造成了不小的伤亡。最后因弹药用尽、寡不敌众而殉國。
◆ 旗艦：狄奧梅迪斯（Diomedes）編号1501

#### 雜牌艦隊
邦瓦斯格爾
配音：山賀教弘
衔至中將。
以技術中將的身分，就任路西安那兵工廠長官的職務；於帝國軍發動「大親征」作戰時遭到米達麥亞艦隊的攻擊，勇敢地與兵工廠設施共存亡。
● 旗艦：瑪沙梭依特（Masasoite）編号1151
山德勒·雅拉肯（Sandle Alarcon）
配音：大友龍三郎
衔至少將。
過激軍人至上主義者，曾多次被告殺害平民的嫌疑犯，最後卻官官相護下不了了之。最後一次任務被分配到楊威利的增援要塞保衛軍中，卻因和阮文紹少將爭功追殺敗北的帝國軍，而被回廊外的帝國雙壁救援軍上下夾攻而全軍覆沒。
● 旗艦：馬爾杜克（Marduk）編号813C

### 第11艦隊/救國軍事革命軍
——宇宙曆797年3月30日庫布斯里上將被行刺事件開始，
至4月13日救國軍事革命軍正式接掌首都。
同年7月底政變事件以失敗結束。
【救國會議議長】
德懷特·格林希爾（Dwight Greenhill）
配音：政宗一成／星野充昭[DNT]／堤 匡孝[真]
銜至上將。长期出任同盟軍總參謀長，軍方第3號人物，参与过第四次迪亚马特会战、第六次伊谢尔伦攻防战、三千万人大远征等著名战役。从他在历次战役中提出的意见来看，不可谓不是一名智将，但往往未能采纳其建议。由于其性格比较谦虚随和，一向被外界認為是軍方溫和派代表，在同盟軍各勢力間作為平衡的橋樑，銜至上將。
菲列特利加·格林希尔的父親，配偶早亡。在亞姆利札星會戰大败後，被軍方投閒置散，調任检阅部长。军方激進派推舉其為政變首脑，出任救国军事会议元首，引起同盟史上第一次內戰。就他本人政治观点而言，其实并非那么激进，之所以出来领导政变原因之一，是为了防止政变军事集团行动过火(但是還是沒防止克理斯丁等這種激進派的軍人引發「海尼森廣場屠殺事件」)。政变失败前夕才終於知曉一切都是林奇少將的陰謀，企圖殺死對方時卻被其反殺。
【第11艦隊司令】
蘭格喬/魯格拉希（Legrange）
配音：嶋俊介／間宮康弘[DNT]
銜至中將。
激進派實戰指揮官，就艦隊指揮官的能力而言絕非無能，但在戰術運用上仍不敵楊的靈活；再三勸降下也無動於衷，在德奧里亞星會戰抵抗到最後才自盡。
■ 旗艦：萊歐達II/雷歐達II（Leonidas II）編号1101
〖第11艦隊副司令〗
史托克/史東克斯（Stokes)
銜至少將
在德奧里亞星會戰和主艦隊分開被達斯提·亞典波羅的誘餌艦隊所鉗制，最後被它四倍以上的第13艦隊各個擊破。
◆ 旗艦：亞柏奇（Abai geaer）編号1102
【情報部長】
布魯茲（Bronze）
配音：水鳥鐵夫／高口公介[DNT]
原同盟軍情報部長銜至中將。
參加軍事革命政變，在政變期間對優布·特留尼西特去向卻不清楚。
〖幕僚〗
亞瑟·林奇（Arthur Lynch）
配音：廣瀨正志／二又一成[DNT]／すがおゆうじ[真]
原艾尔·法西尔星球防衛司令，銜至少將。
早年与德懷特·格林希爾颇有交情，在宇宙曆788年5月的艾尔·法西尔戰事中临阵脱逃而被俘，被囚禁了9年后通过交換戰俘返回了同盟，實際上是帝國軍策動同盟軍激進派政變，以防同盟乘帝國內亂入侵的工具。政变失败前夕他在和盤托出了政變的真實內幕後射殺了格林希爾上將，但旋即被在場軍官击毙。
● 旗艦：高美恩（Gumeiya）編號304-B
艾凡斯 (Ebense）
配音：池水通洋
上校。
救国军事会议的發言人，政变失败前自盡。
貝伊（Veigh）
配音：池田勝
上校。
優布·特留尼西特派在軍事革命軍的內應，以挑動內部不和。
政變後全身而退回到特留尼西特身邊升為少將。
克理斯丁（Christian）
配音：曾我部和恭／遠藤大智[DNT]
上校。
典型激進派軍人，為了恢復秩序，率領武裝士兵鎮壓潔西卡·愛德華舉行的反暴力和平集會，导致了「海尼森廣場屠殺事件」，自己也被在混乱中被憤怒的民眾打死。事後其家眷被逐出海尼森並永遠不能擔任任何公職，而他本人因在「海尼森廣場屠殺事件」前的種種行為則被死前的潔西卡·愛德華議員、「海尼森廣場屠殺事件」的倖存者們和海尼森的其他市民給冠上魯道夫大帝的追隨者的稱號。

### 第13艦隊/楊艦隊/伊謝爾倫革命軍/伊謝爾倫共和軍
——“伊謝爾倫共和軍”或“伊謝爾倫革命軍”全稱是伊谢尔伦共和政府革命軍，
前身是“艾爾·法西爾的獨立革命政府”合流時的“革命預備軍”，但命名後的第二天大部份人都忘記了，帝國軍方面通稱“楊威利軍”或慣稱為“楊艦隊”。而骨幹成員多出身於同盟軍時期的第13艦隊，由於革命二字多被聯想到同盟軍時期的軍事政變失敗的革命軍，因此私底下他們都以楊艦隊自稱而革命軍的名號只存在文書檔案的記錄中。
宇宙曆800年、新帝國曆2年的8月8日共和政府成立，宣佈原國父亞雷·海尼森及杨威利爲象徵豎起了共和民主政治的旗幟。
【司令】
杨威利（Yang Wenli。「杨文里」）
配音：富山敬／鄉田穗積[千][螺]／原康義[黄]／鈴村健一[DNT]/(香港)關子棟／小早川俊輔[真]
同盟史上最年輕的元帅。同盟軍第13艦隊司令官。同盟方故事的男主角。自由行星同盟的第一智将，有「艾爾·法西爾英雄」、「魔术师杨」、「奇蹟的杨」等称号。
生于宇宙曆767年，少年时因为父母亲先后去世，失去任何依靠，不得不走上军旅生涯。一头凌乱的黑髮，貌似二流大學無法升职的副教授，嗜喝紅茶加酒。处世淡泊，讨厌社交活动，视权力功业为畏途，夢寐以求的理想是成为历史学者，曾多次提出退役但总是不能如愿。平时对同盟军方和政界上层人物的腐败和无能常有批评和讽刺，但是他一生中的战斗都致力于维护民主主义，因而鲜明反对救国军事会议的军事独裁政权，亦一再阻止专制的帝国统一整个银河系。其本人在领导过程中也采取种种努力避免军队对个人的效忠和军事独裁倾向，曾经当面回绝并劝诫先寇布要他做独裁者的提议。
回廊之战后，杨威利亲自赶赴与帝国军的和平谈判，却在途中死于地球教的暗杀，享年33岁。
杨威利的军事才能受到当时同盟和帝国两方所有军事家和将领的推崇，连萊因哈特·馮·羅嚴克拉姆也感叹：“朕能征服整个宇宙，却不能征服一人。”
杨威利死后和同盟国父亚雷·海尼森一并被尊奉为伊谢尔伦共和政府（又称八月新政府）的开创者。他的军事思想和历史观亦深深影响了其养子和后继者尤里安·敏兹。
▲總旗艦：休伯利安（Hyperion）編号144M / 休伯利安（Hyperion）編号13FB09-2144[DNT]
●旗艦：尤里西斯（Ulysses）編号913D/ 尤里西斯（Ulysses）編号13BB11-2813[DNT]
●旗艦：瑞達II（Leda II）編号175H
尤里安·敏兹（Julian Minci）
配音：佐佐木望／梶裕貴[DNT]／小西成彌[真]
衔至中尉。
杨的養子，在學校是優等生，在運動方面，是飛球項目的年度得分王。擁有優秀的格斗、空战和战略战术能力，亦是一位烹飪及泡茶能手。
楊威利死後，成為伊谢尔伦軍的革命軍司令官。
是惟二戰術上對萊茵哈特佔上風的指揮官。
◆總旗艦：尤里西斯（Ulysses）編号913D
－空母艦：Amltat編号316
－巡航艦：Tanatos III
〖副官〗
菲列特利加·格林希尔（Frederica Greenhill）
配音：榊原良子／桑島法子[螺]／遠藤綾[DNT]／福永マリカ[真]
銜至少校。
同盟军重镇宇宙艦隊总参謀長德懷特·格林希爾上将之女，杨威利的副官。之后与杨威利結婚。杨威利死後成为伊谢尔伦共和政府代表。生於宇宙歷774年2月19日，14岁时在艾爾·法西爾逃脫事件中結識了时年21岁的楊威利中尉，並對其一見傾心，決心投考軍校，並以優異成績分發到第13艦隊服務，成為楊的副官。在巴米利恩會戰前接受楊威利求婚， 巴米利恩會戰之后與楊結婚，隱居並退役。渡過了短暫的婚姻生活。之後由於帝國軍非法拘禁楊威利，菲列特利加重新穿上軍裝，偕同舊同盟部隊救出楊，重新展開對帝國的反抗行動。迴廊之戰後楊威利被暗殺，菲列特利加克服悲痛，毅然出任伊謝爾倫自治政府的政治代表。菲列特利加在幕僚工作上有過人的才幹，記憶力尤其出眾。為人溫和坦誠，但烹飪能力很差。她對楊威利的感情其實遠超過對民主主義的信念，曾經坦言：「說實在的，我覺得民主主義什麼的沒了也好，整個宇宙還原成原子也無所謂，只要他能在我身旁半睡半醒地看書就好了……」
〖分艦隊副司令〗
艾德温·费雪（Edwin Fischer）
配音：鈴木泰明／園江治[DNT]
衔至中將。
擅長艦隊運用、艦隊機動與編成，角色有如「楊艦隊」的雙足，实际上完全负责整个舰队日常和战斗中行进运作，以保证杨威利的作战计划得以贯彻实施。在迴廊之役中遭到畢典菲爾特艦隊的殘兵反噬，最後和旗艦一同殉職，对第十三舰队来说是一个重大的打击，以至于杨威利不得不承认：若不是帝国因为莱茵哈特病倒而提出谈判，回廊之役将以失败告终。
◆主旗艦：亞格特朗（Airget lamh）編号BG-20
●旗艦：濕婆/希瓦[G:銀英VI]（Shiva）
〖客席提督〗
維利伯·尤希姆·冯·梅尔卡兹（Willibald Joachim von Merkatz）
配音：納谷悟郎／石塚運昇、山路和弘[DNT]／平川和宏[真]
帝国內戰後流亡同盟的宿将，用兵老练，投靠杨威利後-以客席提督身份得到禮遇，衔至中将。
後被银河帝国流亡政府任命为军务尚书并升为元帅。在杨威利和尤里安领导的各个战役中均表现活跃。在巴米利恩星域會戰作战后，受杨威利之托保存了同盟軍的一部分军事力量，成为后来的伊谢尔伦共和军的基础。在最後的希瓦星域會戰中阵亡，享壽六十三岁。战法稳健有章法，他的军事才能得到同盟和帝国诸多将领的高度评价，帝国军中甚至有人将其与杨威利、莱因哈特、米达麦亚、罗严塔尔四位杰出军事家并列，足可见其地位不凡。
◆主旗艦：休伯利安（Hyperion）編号1301
〖副官〗
貝倫赫特·馮·舒奈德（Bernhard von Schneider）
配音：平川大輔[DNT]
原帝國軍少校，梅尔卡兹的副官，年輕有為且忠誠可靠。『利普修達特戰役』後勸梅尔卡兹流亡同盟，并且一直跟随他在同盟军队服役，直至其死後帶著其遺物返回奧丁。
〖艦隊提督〗
达斯提·亚典波罗（Dusty Attenborough）
配音：井上和彦／横堀悦夫[黃]／石川界人[DNT]／伊勢大貴[真]
衔至中將。
杨威利就读军校时的学弟，铁灰色头发，攻守兼备的良将，戰法積極，善於主動挑釁與誘敵，是楊威利艦隊的前鋒。杨威利死后則辅佐尤里安。文采颇佳，在战争生活中一直记日记，期望有朝一日编成回忆录问世，亦有投身政治界的才幹與野望。
◆主旗艦：特律古拉夫（Triglav）編号G-6
●旗艦：瑪沙梭依特（Masasoite）編号115I
－駆逐艦：Elm III（少佐時期座乘艦）
阮文紹（Nguyễn Văn Huu。或譯阮邦修）
配音：小室正幸/三宅健太[DNT]
衔至少將。
楊舰隊中的悍將，擅長飛彈亂射的戰法使敵人陣型大亂，其中德奧里亞星會戰使第11艦隊分割成兩部份發揮重要作用，有勇無謀的行事作風卻在要塞對要塞的保衛中被前來救援的帝國雙壁所敗而戰死。
●旗艦：馬奧利亞/茉利亞[G:銀英IV]（Maurya）編号E-5
馬里諾（Marino）
配音：荒川太郎
衔至准將。
原休伯利安號第一任艦長，操舵能力出色，補上阮文紹少將的空缺升格分艦隊司令。在費雪死後，協助楊威利艦隊的運用事宜。
●旗艦：繆富艾謝（Muffuese）編号885N
戴修（Desch）
配音：宮田浩徳
衔至准將。
當帝國軍發動「大親征」作戰時，由於任職的路西安那行星兵工廠遭到米達麥亞艦隊的攻擊，而率領其餘倖存者經過50天到達艾爾·法西爾星系，投靠了楊的非正規軍。

#### 參谋部
【伊謝爾倫要塞代理長官】
亚列克斯·卡介伦（Alex Cazerne）
配音：キートン山田／川島得愛[DNT]／米原幸佑[真]
衔至中將。
杨威利的好友，伊謝爾倫要塞事務總監負責要塞管理防禦工事等大小事情，當杨威利不在要塞時防衛的指揮權更全落在他身上。在要塞对要塞的第八次伊谢尔伦攻防战中，由于杨威利身陷审查会，因而独当一面指挥防御，成功坚守到杨威利归来。雖不擅长指挥战斗，但在后勤、营运、事务处理方面，有过人的才能。
〖參谋〗
姆莱（Murai）(可能為日語「村井」之發音)
配音：青野武／大塚芳忠[DNT]／稻田惠司[真]
杨威利的参谋长，衔至中將。
纪律的维护者，以唠叨著稱。但以細密的思考與經驗維持楊艦隊的運作。在楊威利初昇任任少校時，為了調查帝國俘虜逃脫事件結識了楊。杨威利死后为了给尤里安制造稳定局面，自愿带领所有的动摇者离开伊谢尔伦要塞，后来被卷进「奥贝斯坦大割草」事件，在拉格普尔监狱暴动中受伤。
派特里契夫（Fyodor Patrichev）
配音：鹽屋浩三／岩崎征實[DNT]
杨威利的副参谋，銜至少將。
雖沒有特別的才幹，卻擔任維持幕僚士氣的鼓舞者角色。在楊威利遭地球教徒暗殺時殉職。
巴格達胥（Baghdash）
配音：神谷明／牛山茂[DNT]
衔至上校。
情報能力高，假情報更是一流。
原第11艦隊幕僚聲稱逃脫出來要求楊艦隊庇護，其實是蘭格喬派來暗殺楊的殺手。
政變失敗轉任證人指證救國軍事革命原是一場帝國幕後操縱的鬧劇。
當楊被同盟政府拘禁時，與先寇布、亞典波羅合作救出楊並確立了自己的地位。
在第十次伊谢尔伦攻防战使用假情报引开了鲁兹的驻留舰队，对胜利起了关键作用。
伊謝爾倫共和成立後，與波利斯．高尼夫一起負責對外蒐集情報的事宜。
拉歐 （Lao）
配音： 龜山助清 / 畠中祐[DNT]
銜至上校。第13艦隊分艦隊主任參謀，原第2艦隊幕僚。

#### 陸戰隊
【蔷薇骑士连队長】
华尔特·冯·先寇布（Walter von Schönkopf）
配音：羽佐間道夫／三木真一郎[DNT]／大高雄一郎[真]
衔至中將。
出身于帝国没落贵族家庭，幼年随父母流亡到同盟。担任楊威利下属蔷薇骑士13连队指挥官，极为善于陆战肉搏，作战时有勇有谋,蔷薇骑士连队在他的带领下成为全银河系战斗力最强的陆战队。在第七次伊谢尔伦攻防战中，带领蔷薇骑士连队乔装潜入并控制了要塞内部，结果同盟军历史上第一次攻破伊谢尔伦要塞。在第九次伊谢尔伦攻防战（第一次“诸神的黄昏”作战的分战场）强袭罗严塔尔的旗舰托里斯坦，与罗严塔尔面对面搏斗，险些取其性命。於希瓦星域會戰中強襲萊因哈特旗艦伯倫希爾，在完成護送尤里安進行談判後慘烈戰死，享年三十七岁，一生中两次丧失祖国。
先寇布身材魁梧，相貌俊伟，为人豁达幽默，直率豪爽，好女色，有一女卡特罗捷·冯·克罗歇尔（Katerose von Kreuzer），但知道此事实时该女已经十六岁，而且直到死前的一刻才回忆起她的母亲的名字（罗莎琳·冯·克罗歇尔）。先寇布的政治思想有很强的威權主义色彩，他不止一次劝杨威利建立军事独裁政权以取得与莱茵哈特对等的战略优势，均遭严辞拒绝。
－強襲揚陸艦：伊斯特利亞（Istoria）
卡斯帕·林玆（Kasper Linz）
配音：小杉十郎太／濱田賢二[DNT]
衔至上校。
『薔薇騎士』連隊的第14任連隊長，輔佐因晉升為將官而無法直接指揮連隊的先寇布管理整個連隊。年少時立志成為畫家，閒暇時常替其他的幕僚繪製素描像，期望將來能舉行個展；同時也是連隊公認第一的歌手。与先寇布一同在希瓦星域会战中护送尤里安，由于莱茵哈特在最后关头發布停战令而在生死边缘活了下来。
萊納·布魯姆哈爾特（Rainer Blumhardt）
配音：難波圭一／最上嗣生[DNT]
衔至中校。
『薔薇騎士』連隊軍官，於巴米利恩星域會戰之後，繼林茲上校接任該連隊之代理指揮官一職，名義上成了『薔薇騎士』連隊的第15任連隊長。肉搏戰的能力是毋庸置疑的，但立體西洋棋弱到甚至輸給楊的地步；雖是先寇布的部下，對女性卻相當純情，日後為保護楊而奮戰至死。
〖護衛官〗
路易·馬遜（Louis Machungo）
配音：中尾隆聖/ 奈良徹[DNT]
衔至少尉。
一位黑人青年，先后擔任过杨威利和尤里安的護衛；極為擅長近身肉搏戰，曾受到先寇布讚揚其具備「單手收拾一個小隊」的實力，是個忠誠而又優秀的護衛人員，口頭禪是「人是無法違抗命運的」。外型魁梧雄壯卻給人溫和的感覺，在希瓦星域会战中為保護尤里安與波布蘭而戰死。

#### 空戰队
奥利佛·波布兰 （Oliver Poplin）
配音：古川登志夫／鈴木達央[DNT]／碕理人[真]
衔至中校。
杨威利下属舰载机指挥官，精於空中作戰技術，是同盟的擊墜王，在杨威利和尤里安指挥的历次重大战役中都有出众表现。因其好酒和女色，與先寇布合稱同盟不良雙壁。但是为人坦诚，富有幽默感，在任何情况下都能保持乐观的心境。在莱茵哈特与尤里安达成承认巴拉特星系自治权的协议後，离开了尤里安和军队。
∴Spartanian 編号170
伊凡·高尼夫（Ivan Konev）
配音：鈴置洋孝／鳥海浩輔[DNT]
衔至中校。
楊威利所屬艦隊的艦載機指揮官，和奥利佛·波布兰是好友，但两人的性格有很大区别，亦常发生口舌之争，或在戰場上較勁，爱好填字遊戲。波利斯·高尼夫（Boris Konev）的堂弟。宇宙曆799年4月29日，於巴米利恩會戰中被舰载炮击中而戰死。
∴Spartanian 編号155
沃连·修兹（Waren Hughes）
配音：矢尾一樹（千） ／大原崇[DNT]
衔至上尉。
与谢克利、波布兰、高尼夫四人原为休伯利安上的击坠王，亞姆利札星域會戰前哨戰中被舰载炮击中而戰死。
∴Spartanian
沙列·亚吉斯·谢克利（Sale Aziz Cheikly）
配音：平野義和（千） ／河口博[DNT]
衔至上尉。
与修兹、波布兰、高尼夫四人原为休伯利安上的击坠王，亞姆利札星域會戰前哨戰中被舰载炮击中而戰死。
∴Spartanian
卡特罗捷·冯·克罗歇尔（Katerose von Kreutzer）
配音：三石琴乃
衔至下士。
先寇布與帝國流亡貴族女子之間的私生女，認定先寇布拋棄她們母女而一直無法釋懷，但在得知先寇布中將戰死時仍然忍不住落淚。雖然言行舉止頗為強悍，但實際上有著溫柔的內在；或許因為年輕的緣故，對情緒的處理略嫌笨拙，無法直率地表達自己的內心。非常尊敬楊夫人的堅強，現正與楊的養子尤里安熱戀中；楊艦隊的成員都暱稱她卡琳。
∵Spartanian 編号202

## 费沙自治领
——费沙走廊是連接銀河帝國跟自由星球同盟之間的两条通道之一
费沙雖然在名义上屬於帝國領土，卻受到默許成为與同盟进行外交和貿易的中介角色，
帝國曆373年第一代首長大商人瑞奧波多·賴普向帝國請命成立自治領。经济实力雄厚，其立场足以影响帝国和同盟的力量平衡
於宇宙曆798/帝國曆489年12月30日在帝国的“诸神的黄昏”作战的攻势下失去自治權，自此成为新帝国的首都。
【费沙自治领领主】
- 安德烈·鲁宾斯基（Adrian Rubinsky，配音：小林清志／手塚秀彰[DNT]／富田佳孝[真]）
第五代自治领领主。人稱费沙之狐（黑狐）。
冷眼旁觀同盟和帝國的戰爭，外交上保持中立但朝秦暮楚，尽力维持帝国和同盟之间军事力量的对等，从而使费沙的利益最大化。費沙歷任領主，其背後皆有地球教支配著。故事中描述前任領主，因為表現出異常舉動，而遭到地球教的清算，於是由時任輔佐官的魯賓斯基繼任領主。費沙是一個經濟力強大的支配體，而安德烈·魯賓斯基更是想從自由行星同盟和银河帝國的戰爭中渔翁得利。由一開始的亞斯提星域會戰，到後來賣給帝國叛亂軍防衛衛星一事可看出，費沙企圖维持帝国与同盟兩邊勢力的平衡以避免任意一方的独大。魯賓斯基上任後一方面要擺脫地球教的掌握，一方面又企圖掌握整個宇宙。策划并实施了“皇帝艾尔威·约瑟夫二世绑架事件”以重新挑起帝国与同盟的战火，然而其野心最後被萊因哈特識破，在「諸神的黃昏」作戰中，萊茵哈特捨棄伊謝爾倫走廊，直接取道佔領費沙，打碎了安德烈·魯賓斯基以及優布·特留尼西特的如意算盤。魯賓斯基在除掉了企圖趁機取他而代之的私生子魯伯特後，被迫轉入地下活動。在藏匿期间策划多次針對帝國的恐怖活动和政治陰謀，通過滲透帝國朝局離間萊因哈特與羅嚴塔爾的君臣關係，企图不断挑起銀河帝國的爭端。後因脑癌病死，但由於魯賓斯基腦中埋入了以腦波的停止為誘爆機制的複數遙控炸彈，结果其病死的一刻在海尼森市區引發多起連環爆炸事件，通稱「鲁宾斯基的火祭」，致使人員財物的伤亡损失惨重，也使得皇帝莱茵哈特遭遇险境。

〖情妇〗
- 多敏尼克·尚·皮埃尔（Dominic Saint Pierre，配音：平野文／園崎未惠[DNT]）
赤色头发的貌美女子。早年时当过歌手和演员，后成为还是辅佐官的鲁宾斯基的情妇。為人工於心計深得魯賓斯基的信任，一直受其指派暗中监视魯伯特·蓋塞林格；费沙灭亡後和鲁宾斯基一同藏匿，期间一度照料了罗严塔尔的幼子。鲁宾斯基死后，被新帝国的宪兵队拘捕并拘留两个月，坦白供出了大量内幕後被奥贝斯坦批准释放，其后不知去向。

〖輔佐官〗
- 尼可拉斯·博爾德克（Nicolas Boltec，配音：仁内建之／小原雅人[DNT]）
最初在魯賓斯基之下擔任輔佐官，之後奉其命令赴任費沙駐帝國的事務官。依照魯賓斯基的指示綁架幼帝，及意圖控制萊因哈特卻反倒成為他的棋子，出賣及協助佔領費沙；因此功勳而就任費沙代理總督，後死於魯賓斯基策劃的爆炸事件。

- 魯伯特·蓋塞林格（Rupert Kesselring，配音：鈴置洋孝 / 野島健兒 [DNT]）
補任輔佐官，实为鲁宾斯基的私生子。平日辦事得力但野心極大，在莱茵哈特发动“诸神的黄昏”作战吞并费沙之际，向鲁宾斯基发难，企图杀死对方以取而代之，但是其意图早已为鲁宾斯基所洞悉，结果反而被其所殺。

〖自由商人〗
- 波利斯·高尼夫（Boris Konev，配音：安原義人／菊池正美[DNT]）
費沙商人。曾於宇宙曆797/帝國曆488年遇到齊格飛·吉爾菲艾斯，離開後，貝流斯卡號事務長馬利湼斯克稱吉爾菲艾斯真是一位好人；高尼夫則認為可惜，因為「好人不長命啊！尤其是現在（帝國內戰）這種局勢。」
自稱是楊威利最好的摯友，卻17年沒有聯絡。本人一直以高尼夫家族世世代代都沒人出任為政府工作的公務員為榮；然而卻在费沙领主半強迫半利誘之下被派去楊身邊成為細作，他為此甚為苦惱，於费沙陷落後就恢復了自由身。他作為商人的工作主要是從事運輸服務，包括定期將地球教徒帶往地球朝聖（也曾幫助過尤里安一行潛入地球教總部調查情報）。
由於自由理念和友情的驅使下，積極為伊謝爾倫共和國的成立提供情報、金錢的幕後援助。

◎ 商船：貝流斯卡(Bereza)

◎ 商船：親不孝号(The Undutiness)

### 地球教
——地球教是舊地球政權瓦解後一群不甘於地球失去往日榮光的人士所秘密結成的教團
教團以崇拜地球母親及恢復地球昔日的地位為宗旨，並暗地裡操控費沙自治領的政權，在帝國與同盟之間製造了無數起陰謀事件，
後在新銀河帝國皇帝萊因哈特的武力攻勢下被擊破其地球總部，殘黨陸續在清剿中被肅清。
【主教】
- 總大主教（（Grand Bishop ，配音：大宮悌二／塾一久[DNT]）

地球教最高權力者。深不可测的老人，为教团的最高权威，被信徒们狂热地崇拜，本名不明。
- 德·维利（De Villier ，配音：銀河万丈／堀秀行[DNT]）

地球教主教和總書記代理，其本人并不是狂热的信徒，加入地球教只为追求权力和地位。毕生从事阴谋恐怖活动以达到地球掌控全银河系的目的。
邱梅尔事件後，地球总部遭到摧毁，真正的大主教殉教后，他用手下假扮总大主教借其名义对外发号施令，自此成為教內的實權領導者。
策划了一系列足以影响历史的阴谋和恐怖活动，包括刺杀杨威利、逼反罗严塔尔、柊馆大火等。在萊因哈特病死的前夕，被奥贝斯坦的假情报迷惑，亲自指挥信徒发起刺杀萊因哈特的行动，结果误炸了奥贝斯坦，穷途末路之下被尤里安·敏兹击毙，自此地球教完全灭亡。
- 德古斯比 (Degsby ，配音：納谷六朗/遊佐浩二[DNT])

地球教派駐於費沙的神職人員。替地球教監視費沙。對於魯賓斯基意欲與萊茵哈特瓜分宇宙的企圖感到震驚。在帝國揮兵佔領費沙時身受重傷，受到時任同盟費沙駐在武官尤里安·敏兹的救助。最後在逃亡過程中傷重不治。其現身激起尤里安意圖探訪地球的意願。

## 其他主要人物

### 西元纪年时代主要人物

#### 拉古朗市四人集团
【领导人】
- 卡雷·帕姆格恩（Carle Palmgren），
反地球同盟的政治領導人，也是革命政權的靈魂人物。成功領導起義勝利的兩年後卻英年早逝，他的死也成為了新政權迅速走向破裂的開端。

【经济首脑】
- 威斯罗·凯涅司·塔恩（Winslow Kennes Townshent），
反地球同盟的經濟事務首腦，為革命政權穩固財政和經濟起到很大作用。在起義勝利後由於和裘利欧·法兰克尔因是否重新起用舊地球財團組織而產生激烈衝突，之後搶先下手殺死了法蘭克爾以及退隱的尤伊魯恩成為了唯一的領袖和獨裁者。一年後他在參加戰勝地球紀念慶典的途中突遭反對派發射的中子彈襲擊而亡。

【黑旗军总司令】
- 裘利欧·法兰克尔（Jollot Frankul），
反地球同盟的軍事武裝黑旗軍總司令，具有傑出的軍事指揮才能屢次打敗地球軍。起義勝利後與塔恩因是否重新起用舊地球財團組織而產生激烈衝突，他欲發動軍事政變逮捕對方但被塔恩一派搶先下手殺死。

【情报谋略工作总监】
- 查欧·尤伊鲁恩（Chao Youlung），
反地球同盟的情報謀略工作總監，負責搜集敵軍的情報與暗殺工作。起義勝利後辭職歸隱，回鄉創辦了一所音樂學校，但最終仍被企圖斬草除根的塔恩派人暗殺身亡。

### 银河联邦时期
- 迈克尔·休夫朗（Michael Huffran）

银河联邦宇宙军中的名将，因成功打击宇宙海盗而成名。
- 克里斯多夫·伍德（Christopher Wood）

银河联邦宇宙军中的名将，与休夫朗齐名，其著名的语录是：“我的前方是强悍的敌人，后方是无能的友军，我必须同时与两者作战。”因为伍德的战功卓著，遭到银河联邦政界刻意的打压。这是由于经历了几个世纪动乱的人类，害怕军国主义的复活而导致新的动乱。再加上伍德本人的性格原因，所以其后半生一直郁郁不得志。然而伍德与休夫朗的努力，也没有能够彻底解决宇宙海盗的问题，这就为后来鲁道夫的崛起提供了土壤。

### 早期同盟方人物

#### 建国时期
——自由行星同盟成立于宇宙曆527年/帝国历218年，在此之前是长达54年艰苦卓绝的“长征一万光年”，四十万逃亡者仅有十六万存活
【创建者】
- 亚雷·海尼森（Arle Heinessen）:同盟建国之父。
由于政治犯家属的出身，在帝国属于农奴阶级，被遣至酷寒的牛郎星（天鹰座α第七行星）从事苦力劳动。帝國曆164年，共和主義者受流放的家屬：艾倫·海尼森，看到小孩子在水面放冰船而產生靈感，以「自由、自主、自立、自強」為理念，號召受到流放的共和主義者以及奴隸階級青年，利用牛郎星當地大量的天然乾冰製造太空船逃離。之後潛伏在帝國監視不到的無名行星地底下，打造出80艘的星際宇宙船，展開「一萬光年長征」。在經過重重探險下，艦隊發現伊謝爾倫迴廊，但旅途之中也因為意外，還有無法通行的宙域，造成不容忽視的損失。就在這個旅途當中，艾倫·海尼森因意外而身亡，由好友古恩·基姆·霍爾繼續率領艦隊。經過半個世紀的努力，加上過半數的犧牲，艦隊終於到達可居住人類的恆星群。當時的古恩·基姆·霍爾也因為年邁而失明。探險者們將此恆星群命名為「巴拉特星域」，時年帝國曆218年，共和主義者重新復興的宇宙曆527年。宇宙曆527年，共和主義者重新建立民主國家，國家名稱命名為自由行星同盟。為了紀念發起一萬光年長征的第一代領導人：艾倫·海尼森，第一顆被發現的適合人類居住行星，被命名為「海尼森行星」，並設其為首都。在首都市中心，則是建立起艾倫·海尼森的巨大雕像，並冠以國父的尊號，成為自由行星同盟的精神象徵。
- 古恩·基姆·霍尔(Nguyen Kim Hua，或译阮京华):亚雷·海尼森的好友，在其死后接过领导的重任。
最终带领经历了“长征一万光年”后幸存的十六万人到达了安定的壮年期星群，自由行星同盟亦在此时宣告成立，此时他本人已经因年迈而双目失明。

#### 达贡星域会战时期
——发生于宇宙曆640年/帝国历331年。帝国远征军几乎全军覆没，生还率8.3％。同盟军250万大军中，234万人生还，没有损失任何一名提督。这是帝国与同盟第一次军事接触，自由行星同盟经受了此次考验，站稳脚跟并与帝国形成两分银河系的形势，从此拉开了双方161年战争的序幕。
【总司令】
- 林·帕欧（Lin Pao，又译林波，林彪)，衔至元帅
同盟军最早的名将，达贡星域会战中以中将衔出任同盟军总司令，在兵力约为帝国军一半的情况下，通过多次前哨战，发现了帝国军的混乱指挥和无序行动，大胆果断地包围并陆续击破兵力分散在达贡星域各方位的帝国军舰队，歼灭帝国远征军的90%以上，取得重大胜利，晋升元帅。虽然获赠元帅时正值壮年，但是从此以后郁郁不得重用，不久就退役，晚年从事一些谋求伤兵福利的活动。
性格轻狂豪放，好酒色，一生中的情人多得几乎无法统计确实。年轻时曾在一通信基地短期任职，竟与该地14名女性成员中的12名发生暧昧关系。

▲總旗艦：聖伊莎貝爾(Santa Isabel)編號001
【参谋总长】
- 尤斯夫·托波洛(Yüsuf Topparol)，衔至元帅。
与林·帕欧齐名的早期名将，达贡星域会战以中将衔出任同盟军司令部参谋总长，但是实际上担任了共同决策指挥的角色，对达贡星域会战的胜利有重要贡献。
性格上的最大特点是抱怨和唠叨，“好像所有人都和他过不去”，生活作风与林·帕欧截然不同，因此两人平时为了小事常常不合，战场上却能配合良好。达贡星域会战后对胜利有如下评价：“我军虽然经历挫败、误判、绝望，可是最后还是赢了，主要是因为敌人犯了比我们更多的失误、挫败和绝望。”和林·帕欧一同晋升元帅，此后也一样不得重用，默默无闻，不久退役。

【幕僚】
- 欧鲁特里奇(Andrassy)：达贡星域会战时为少校。
见证并记录了达贡星域会战。与两位指挥官战后的毫无作为不同，此后一路高升，官至统合作战本部长。在同盟军高层任职期间，为了林·帕欧和尤斯夫·托波洛的可能的复出和获用多方奔走，却终于无能为力。

#### 第二次迪亚马特会战时期
——宇宙曆745年/帝国历436年，帝国大举入侵同盟领，同盟军派出730年党7位成员组成的司令部迎战，获得大胜，帝国军多名老将阵亡。此战促使帝国下定决心建造伊谢尔伦要塞。同盟虽然获胜，却失去杰出的军事统帅布鲁斯·阿修比

##### 七百三十年党
——七百三十年党（730 Mafia）指的是宇宙曆730年到788年间，同盟军中以布鲁斯·阿修比为首的七位极为杰出的军事统帅，因他们在730年一同毕业于军官学校而得名。第二次迪亚马特会战完全是730年党活跃的舞台，然而在此战的胜利后核心人物布鲁斯·阿修比提督神秘死去，导致730年党此后陷于分裂和解体。宇宙曆788年，730年党最为高寿的罗察士提督逝世，宣告这一团体的最后消亡
【宇宙舰队总司令】
- 布鲁斯·阿修比(Bruce Ashbey，配音：風間杜夫[螺])，銜至上將，死後追封元帅，同盟历史上最杰出的军事家之一。
宇宙曆730年六月以第一名毕业于士官学校，35岁升至上将，出任宇宙舰队司令长官。指挥风格异常华丽，非常善于把握时机。一生中指挥的所有战役最后均成为史上经典战例，甚至有“先有阿修比，后有大战役”的评价，而且每次時間女神總是站在阿修比這邊。每次得胜后都要向敌军发电进行嘲讽，体现其稚气的一面。而帝国军的正式公文中亦把他说成“叛乱军的巨擎”，其威名可见一斑。曾经向同盟军高层提出建设伊谢尔伦要塞的构想，可惜未能得到重视。在第二次迪亚马特会战中取得对帝国的空前大胜利，但是却在凯旋途中神秘死去，享年35岁，在杨威利之前一直是同盟军史上最年轻的元帅。生前由於戰功及英雄魅力,受到民眾疯狂崇拜，他本人更有意退役後轉戰政壇，成為當時文人政府的眼中釘。因此若不是戰死沙場可能會開創軍人參政的先例。
性格张扬，自信和霸气兼备，因此和上司时常叫板，甚至和730年党的其他成员也常常冲突。结过两次婚，均离异，其他的情人为数众多。

★ 總旗艦：哈多拉克（不幸）(Hard luck)編號0001
【第4舰队司令】
- 弗雷迪利克·贾斯帕(Frederick Jasper，配音：藤原啓治[螺])衔至元帅。
被称为“精悍敏锐的直线条男人”，实战型人才，用兵的作风大胆狂放，另有绰号“进行曲贾斯帕”，是因为他连续两次胜利后一定会有一次失败。第二次迪亚马特会战后，在沃里斯·渥利克任后接任宇宙舰队司令长官，连任17年，创下同盟军史上最高任期记录，在位期间多有战事，有赢有输。此后又出任统合作战本部长，但是表现平平。退役后死于宇宙航行事故，享壽61岁。

◆ 旗艦：布雷盖特(Brigitte)編號0501
【第5舰队司令】
- 沃里斯·渥利克(Wallice Warwick，配音：小山力也[螺])，衔至元帅。
绰号“男爵”，但其实不是贵族，而是因为他的行为举止比较做作的缘故。另一层意思是他虽然不乏军事才能，但达不到顶尖水准，因此“做不了伯爵公爵而只能是男爵”。以第二名毕业于士官学校，因此总有一种处处略逊布鲁斯·阿修比一筹的感觉。事实上他自己也以半开玩笑的方式安于这种角色。第二次迪亚马特会战后，短暂出任过宇宙舰队司令长官，两年后退役，先出任大学校长，后转入政界，官至国防委员长。后因为卷入国防委员会其他官员的贪污案引咎辞职。此后由于其情妇吸毒暴亡加上身邊不断闹出各种风波使得名声一落千丈，被迫隐居彻底退出政坛和社交圈，最后死于心肌梗塞，享年56岁。
多才多艺，兴趣爱好十分广泛，包括魔术、扑克牌占卜、交际舞、吉他、小号、西洋棋、飞镖和滑雪等等，每样都玩得转，但也都只能算“高明的业余者”，亦热衷于追求明眸皓齿的年轻女性。

◆ 旗艦：魯加里安(Lugeilan)編號0401
【第11舰队司令】
- 约翰·多林克·柯布(John Drinker Cope，配音：佐古正人[螺])，衔至上将，追封元帅。
一位优秀的战术家，能够解决任何面前的战术课题，还有就是在追击败逃敌人的方面很有一套。其中间名Drinker意为“善饮者”，但事实上却对酒精过敏。第二次迪亚马特会战后，出任宇宙舰队副司令长官，在帕兰迪亚会战中指挥不当，导致30万人以上死亡的大败，本人亦在此战阵亡，享年41岁。事后有流言说当时的宇宙舰队司令长官弗雷迪利克·贾斯帕见死不救，虽然被证明并非事实，但导致柯布的遗族与贾斯帕关系紧张。

◆ 旗艦：维瓦斯瓦特(Vivasvat)編號1101
【第9舰队司令】
- 维多里奥·迪·贝尔迪尼(Vittorio di Bertini，配音：乃村健次[螺])，衔至中将，后陆续追封上将和元帅。
外表粗犷豪放的猛将，战斗指挥风格异常勇猛果敢而又有勇有谋，其破坏力甚至超过布鲁斯·阿修比。唯一一位死于第二次迪亚马特会战的730年党成员，享年35岁。
日常生活中却是个温柔的人物，和一位体积不到他一半的女性结婚，被弗雷迪利克·贾斯帕称为“熊和栗鼠的结婚”。唯一兴趣是养热带鱼，有传闻说他用战友的名字来命名他养的鱼。

◆ 旗艦：(Tlahuixcalpantecuhtli)編號0901
【第8舰队司令】
- 方秋林(Fang Tchew-ling，配音：菅生隆之[螺])衔至元帅。
沉稳低调的东方人，作战表面上毫无出奇，但背后是精密的计算和准备工作，因此即使不能胜利也从来不会出现大败的情形，而且往往还能在逆境中反转战局。第二次迪亚马特会战后先后出任过宇宙舰队总参谋长、宇宙舰队司令长官和统合作战本部长。和弗雷迪利克·贾斯帕搭档了六年，却没有任何私人往来。晋升元帅后不久退役。死于肺栓塞，享壽63岁。
在任何情况下都显得严肃，不苟言笑，所以人气不够，却得到布鲁斯·阿修比的极大信任。个人生活较为不幸，退役后婚姻破裂，儿子早逝，虽然身兼多个名誉职务却每天在公园喂鸽子。临终时还能保持沉着冷静，为了不在病态下说错话而一言不发。墓志铭是“一生从未背叛过他人的信赖。”

◆ 旗艦：戈拉-达伊陵(Gora-daileng)編號0801
【司令部总参谋长】
- 亚尔夫烈特·罗察士(Alfred Rosas，配音：瑳川哲朗[螺]／井上倫宏[螺·青年期])衔至上将。
虽然军事才能和730年党其他成员相比较为逊色，但是组织才能极佳，在团队中发挥整合与缓冲的角色，从而使每个成员发挥最大积极作用，是不可或缺的角色，被喻为“活着的接合剂”。
妻子早逝，没能见最后一面。在730年党众人间最为高寿，因此承受了15年失去所有战友的孤独感。晚年发表了回忆录，成为同盟军重要史料，也是730年党的大部分资料的来源。在与杨威利长谈的后一天突然逝世，享壽78岁，死后被追授为元帅。对外公布的原因是无意中服用过量安眠药，但真实的死因似乎有隐情。

#### 第三次迪亚马特会战时期
——帝国为纪念皇帝佛瑞德里希四世登基三十周年，于宇宙曆795年/帝国历486年 2月发动第三次迪亚马特会战，结果双方不分胜负。此战最大的受益者是缪杰尔中将（即后来的萊因哈特·馮·羅嚴克拉姆）因功晋升上将
【第十一舰队司令】
- 威列姆·何兰多（William Holland，配音：堀川仁)，銜至中將。
深受總司令官拉萨尔·羅波斯元帥信賴，32歲就升爲中將統領一個艦隊，自认爲第二個布魯斯·阿修比提督，且被视为同盟軍未來的帝國本土侵攻部隊總司令官。然而其自信要比實績大上十倍多，被亚历山大·比克古評价爲“擬似天才”和“狂人”。
第三次迪亚马特会战中無視于其他友軍而向前突进，毫无章法地肆意攻击，开始还取得了一些优势，结果却在帝国军缪杰尔中将大规模突然反击的瞬间戰死，其失败导致第十一舰队“将要饱受重建之苦”，同盟军亦因此未能获得第三次迪亚马特会战的胜利。

◆旗艦：厄庇墨透斯(Epimetheus)編號1101

## 外部連結
- （日語）銀河英雄伝説人名録，查于DECEMBER 4, 2007 20:11:02
- （日語）銀河英雄伝説之登場艦艇介紹，查于DECEMBER 24, 2008 06:21:56